# 香川県
香川県（かがわけん）は、日本の四国地方に位置する県。県庁所在地は高松市。
令制国の讃岐国に当たる。県名は旧讃岐国のほぼ中央に存在し、かつて高松が属していた古代以来の郡である香川郡から採られた。面積は47都道府県で一番小さく、1945年～72年にかけてアメリカの統治下であった沖縄県を除くと最も遅く成立した県である。都市の利便性と豊かな自然が調和した生活環境を持つ。

## 概要

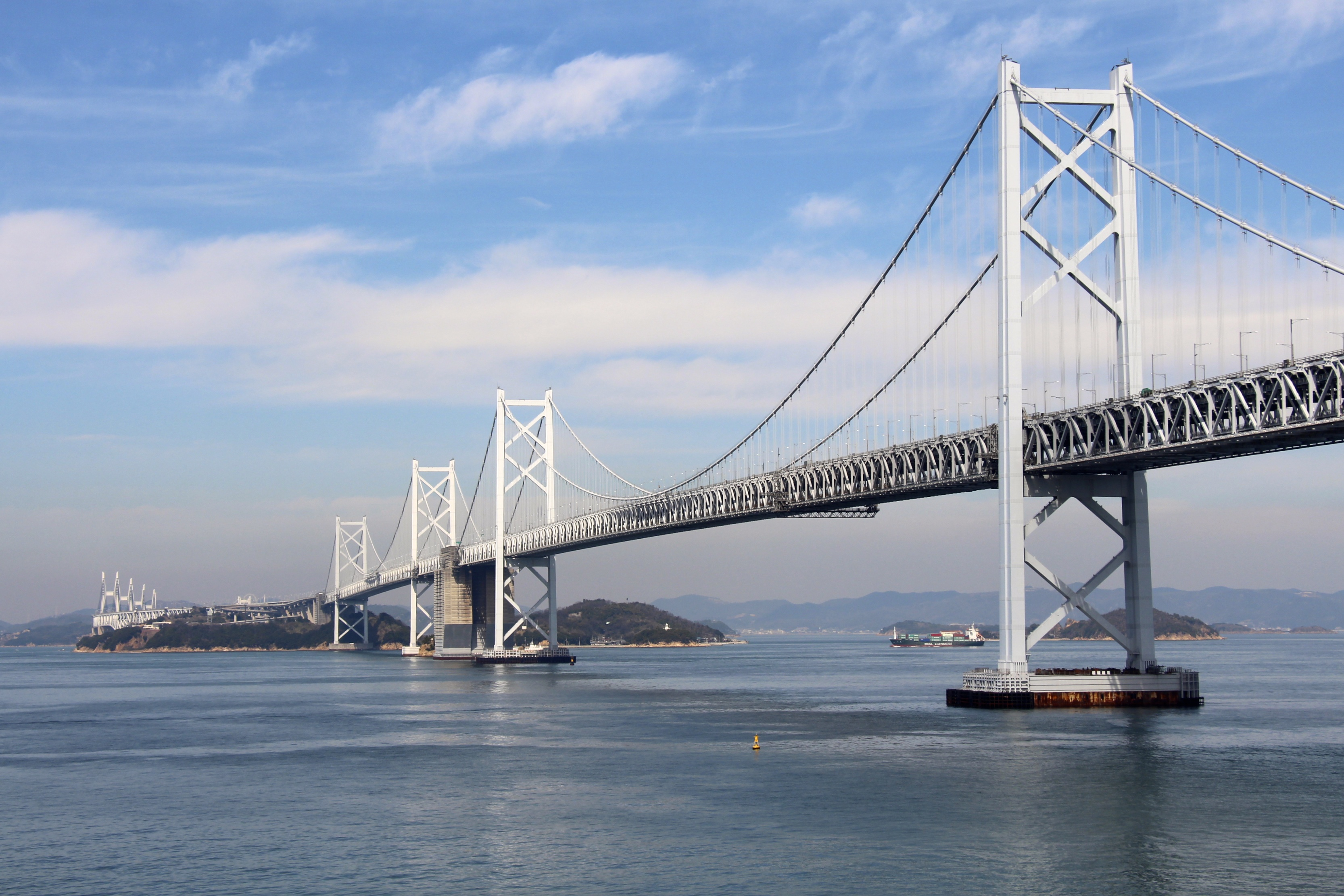
瀬戸大橋

日本で最も面積が狭い都道府県である。かつては大阪府の面積を上回り46位であったが、1988年10月1日に国土地理院が算定法を見直し、岡山県玉野市との間に境界未定部分がある香川郡直島町の面積（14.2km2）を県全体の面積に算入しないことになったため面積が減少し、大阪府と逆転した。その後、大阪府では関西国際空港（関空）の開港や大阪市西部の臨海部の開発などで埋め立てが進められたため、現在では直島町を含めた参考値よりも大阪府のほうが面積が大きくなっている。県全体の面積は日本一面積の大きい市町村である岐阜県高山市よりも狭い。また、平野が県土のほぼ半分を占めている。
人口密度は全国11位で、中四国地方で最も高く、四大都市圏に属する9都府県（一都三県・愛知県・京都府・大阪府・兵庫県・福岡県）と沖縄県に次いで高い。可住地面積比率は全国10位、居住室畳数は全国9位、誘導居住面積水準以上世帯割合は全国11位、自然災害は少ない方から全国3位である（2008年統計）。
県庁所在地である高松市は、四国の玄関口であり、四国を統轄する国の出先機関のほとんどや、多くの全国的規模の企業の四国支社や支店が集中する支店経済都市である。また四国電力やJR四国といった、四国を代表するような企業の本社などが置かれ、四国経済における中心拠点である。高松市の人口41万人は四国内では、愛媛県松山市の50万人を下回るものの、高松都市圏の人口規模は松山都市圏を上回り、四国最大である。また、坂出市の化学コンビナートなど臨海部には瀬戸内工業地域が広がっている。
北部に広がる瀬戸内海には、小豆島など多くの島々が点在している。本州の岡山県とは島々を伝う形で架けられた瀬戸大橋により、道路・鉄路で結ばれている。岡山駅と高松駅は快速「マリンライナー」で約1時間程度でアクセスが可能である。瀬戸内海を越えた岡山県との結びつきは強く、民間テレビ放送局が同一のエリアになる程である（「岡高地区」を参照）。
古来より雨量、河川の流水量ともに少なく旱魃に備えて県内各地に12,000を超える数のため池が点在している。
麺のコシがしっかりとした讃岐うどんや、こんぴらさんの愛称で親しまれる金刀比羅宮、空海の生誕地としても知られる善通寺（四国八十八箇所の一つ）、寛永通宝の銭形砂絵で知られる観音寺、対岸の倉敷市児島から坂出市にかけて海上に架けられた瀬戸大橋などが有名である。うどんの消費量は全国一であり、香川県も「うどん県」として押し出している。
正月には、餡餅の入った白味噌仕立の雑煮「餡餅雑煮」を食べる風習が東部を中心とする一部にある。江戸時代、讃岐の国では塩・木綿そして香川県東部を領有した高松藩が奨励した砂糖が特産で、「讃岐三白」と呼ばれていた。このうち砂糖は幕府への献上品として多くが用いられ、庶民の口には滅多に入らなかったことから「せめて正月ぐらいは砂糖を使った餡の入った甘い餅を食べたい」という思いから餡餅雑煮が誕生したと言われている。ただ、食べる県民と食べない県民の比率は半々であり、好みが分かれる。
香川県庁舎の設計者は丹下健三であり、この他にも丹下は香川県立体育館や県営一宮団地も設計している。
救急病院数は全国2位、救急車搬送所要時間は全国3位、介護老人保健施設普及率は全国8位、看護師数は全国14位、医師数は全国12位である。また、2009年度と2010年度の有効求人倍数はそれぞれ全国1位、2位である。
県内を供給区域とする電力会社は四国電力であるが、岡山県に隣接した島嶼部である香川郡直島町および小豆郡の全域は、海底地形の理由から四国電力ではなく中国電力の供給区域となっている。

## 地理・地域

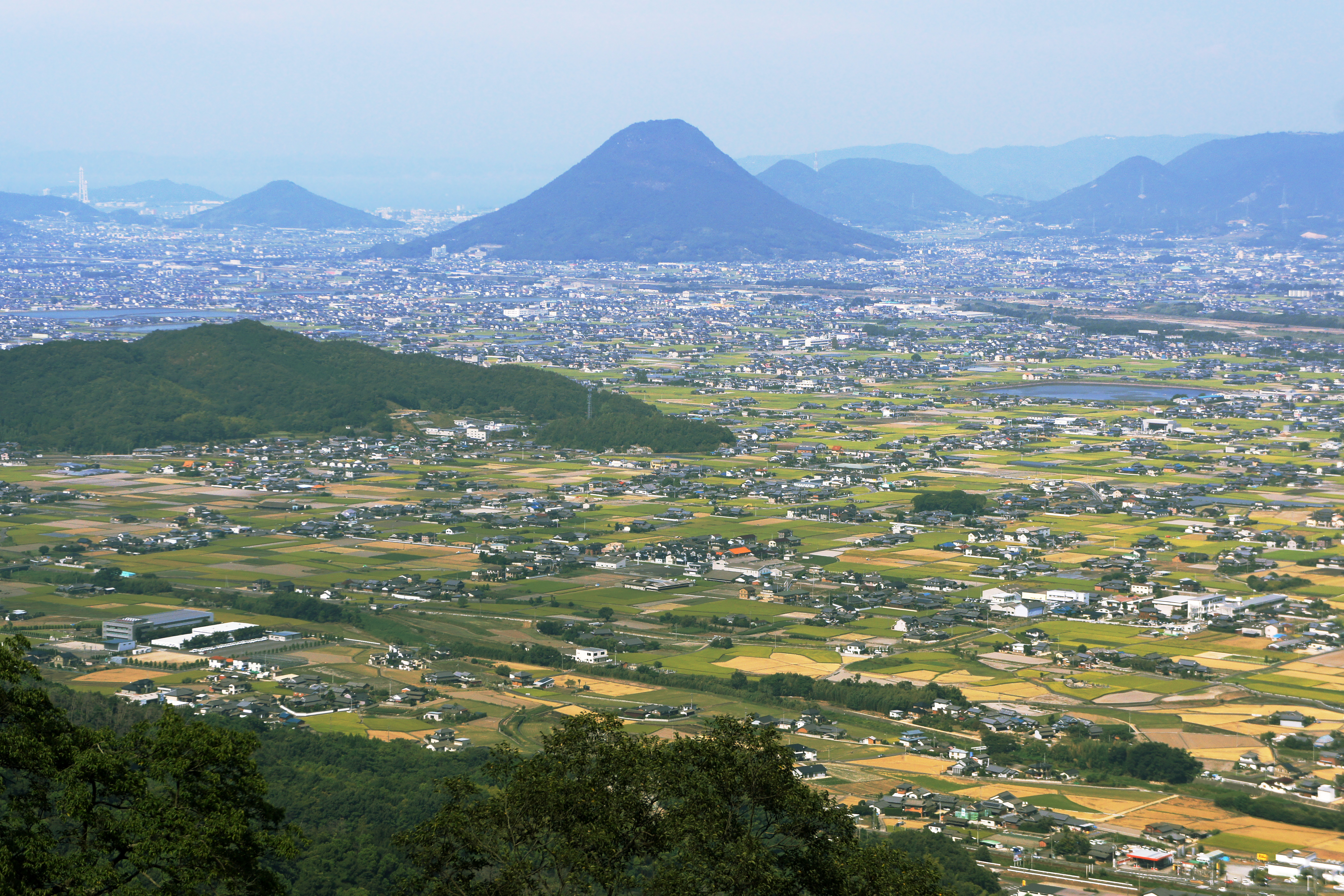
讃岐平野と讃岐富士

香川県は四国の北東部に位置し、北部には瀬戸内海に面して讃岐平野が広がる。南部は山がちで、讃岐山脈が連なる。最高峰は竜王山で1059.9mあるが、丘陵部は500 - 800mで各地峠越えに行き来が行われた。
多島海である瀬戸内海には小豆島をはじめ、塩飽諸島や直島諸島など約110余りの島々が存在する。
川が少なく、またどれも33 - 38kmぐらいで短いため、昔から渇水対策に手を焼いてきた。このため、道守朝臣（みちのかみあそん）が造り、空海が修築したことで知られる満濃池をはじめとするため池が県内に14,000余あり、国内有数の数である。
- 行政区分：日本、四国地方
- 川と平野：湊川と鴨部川の大川平野、新川・春日川と香東川の高松平野、綾川と大東川の坂出平野、土器川と金倉川の丸亀平野、高瀬川と財田川の三豊平野、他に詰田川、御坊川がある
- ため池：満濃池は日本最大規模
- 用水：香川用水

### 広袤（こうぼう）
国土地理院地理情報によると香川県の東西南北それぞれの端は以下の位置で、東西の長さは92.15km、南北の長さは61.29kmである。
|                                                                          | 北端 北緯34度33分53秒 東経134度20分48秒 / 北緯34.56472度 東経134.34667度 ↑       |                                                                           |
| 西端 北緯34度6分28秒 東経133度26分48秒 / 北緯34.10778度 東経133.44667度← | 中心点 北緯34度17分18.5秒 東経133度56分49.5秒 / 北緯34.288472度 東経133.947083度 | 東端 →北緯34度14分24秒 東経134度26分51秒 / 北緯34.24000度 東経134.44750度 |
|                                                                          | ↓ 南端 北緯34度0分44秒 東経133度41分17秒 / 北緯34.01222度 東経133.68806度        | 重心 北緯34度14分47秒 東経133度59分38秒 / 北緯34.24639度 東経133.99389度  |

### 自然公園
- 国立公園
  - 瀬戸内海国立公園（元濱崎公園）
- 県立自然公園
  - 大滝大川県立自然公園（元圭公園）

### 気候
瀬戸内海式気候で晴天の日が多く雨量が少ないのが特徴である。日照時間が長いことが塩の生産・発展に役立ち、「塩田王国香川」と言われた。
積雪も一冬に1 - 2回程度は起こるが、大雪は少ない。また夏は瀬戸内海の「凪」や四国山地越えのフェーン現象などの影響で、猛暑日や熱帯夜になる日も少なくない。
| 平年値 （月単位） | 平年値 （月単位） | 東讃          | 東讃            | 東讃          | 東讃        | 西讃          | 西讃           | 西讃          |
| 平年値 （月単位） | 平年値 （月単位） | 小豆島町 内海 | 東かがわ市 引田 | 高松          | 高松市 香南 | 綾川町 滝宮   | 多度津町       | 三豊市 財田   |
| ----------------- | ----------------- | ------------- | --------------- | ------------- | ----------- | ------------- | -------------- | ------------- |
| 平均 気温 (°C)    | 最暖月            | 26.6 （8月）  | 26.8 （8月）    | 27.4 （8月）  |             | 26.6 （8月）  | 27.7 （8月）   | 26.5 （8月）  |
| 平均 気温 (°C)    | 最寒月            | 5.1 （2月）   | 5.1 （2月）     | 5.3 （1月）   |             | 4.3 （1月）   | 5.8 （1、2月） | 4.4 （1月）   |
| 降水量 (mm)       | 最多月            | 170.5 （6月） | 158.2 （6月）   | 158.5 （6月） |             | 171.6 （6月） | 164.3 （6月）  | 177.0 （6月） |
| 降水量 (mm)       | 最少月            | 24.7 （12月） | 25.4 （12月）   | 33.8 （12月） |             | 34.7 （12月） | 31.7 （12月）  | 39.0 （12月） |

### 地域区分
地域区分は広義・狭義とも県民生活の基盤にもなっており、この区分によって気候・風土・方言（讃岐弁参照）なども異なっている。香川県は江戸時代、歴史的な背景から東は高松藩が治める東讃、西は丸亀藩が治める西讃に二分されていた。しかし、地方行政や住民の生活感覚などから自然的に実際は5つに大別するものと考えられるが、近年は交通手段の発達により地域区分も薄らいでいる。
| 地域名 | 地域名   | 自治体                                     | 香川県広域水道企業団                                                           |
| 広義   | 狭義     | 自治体                                     | 香川県広域水道企業団                                                           |
| ------ | -------- | ------------------------------------------ | ------------------------------------------------------------------------------ |
| 東讃   | 小豆地域 | 小豆郡                                     | 小豆郡                                                                         |
| 東讃   | 東讃     | さぬき市、東かがわ市                       | さぬき市、東かがわ市                                                           |
| 東讃   | 高松地域 | 高松市、木田郡、綾歌郡、香川郡             | 高松市、木田郡三木町、綾歌郡綾川町、香川郡直島町                               |
| 西讃   | 中讃     | 丸亀市、坂出市、善通寺市、仲多度郡、綾歌郡 | 丸亀市、坂出市、善通寺市、仲多度郡多度津町、まんのう町、琴平町、綾歌郡宇多津町 |
| 西讃   | 西讃     | 観音寺市、三豊市                           | 観音寺市、三豊市                                                               |

高松地域
人口423,553人 面積389.37km2
高松市は一般的に東讃地域に含められることが多いが、実際は狭義の東讃とは少し違う地域というのが実情である。高松市と直島町が該当する。香川県広域水道企業団の区分では三木町と綾川町を含み直島町を含まない。高松市は県庁所在地で四国の中心都市でもある。直島町は瀬戸内国際芸術祭の発祥地で賑わいを見せている。
小豆地域
人口29,949人 面積170.02km2
淡路島に次ぐ瀬戸内海の中で2番目に大きい島である小豆島とその周辺の島々からなる地域で、土庄町と小豆島町が該当する。オリーブ、そうめん、醤油など、数々の特産品がある小豆島は香川県本土とは違った独自の文化圏が育まれてきた。
東讃地域
人口111,834人 面積388.03km2
高松市より東の地域で、さぬき市、東かがわ市、三木町が該当する。三木町は香川県広域水道企業団の区分では高松地域に含まれる。平成の大合併まで市が一つもなかったものの、古くから東讃の商都として栄えた東かがわ市三本松やハマチの養殖で有名な東かがわ市引田、手袋生産で名を馳せた東かがわ市白鳥など、これまた特色のある地域である。過疎化が進むものの、高松市に近い三木町、さぬき市志度町などでは高松市のベッドタウンとなり、地域内でも人口増減の差が激しい。
中讃地域
人口292,603人 面積589km2
中讃地域は県下第2の都市である丸亀市を中心とした地域で丸亀市、坂出市、善通寺市、宇多津町、綾川町、多度津町、琴平町、まんのう町が含まれる。綾川町は香川県広域水道企業団の区分では高松地域に含まれる。讃岐うどんは事実上この中讃地域から始まりブームを牽引する超有名なうどん店もこの中讃地域が圧倒的に多い。また、丸亀城、四国の新玄関である瀬戸大橋、善通寺、金刀比羅宮、ゴールドタワー、少林寺拳法など香川県を代表する観光地を各市町が持っており、特色のある地域である。
西讃地域
人口128,668人 面積340.13km2
中讃地域よりも西の地域で、観音寺市、三豊市が該当する。観音寺市は西讃の商都として昔は栄えた。寛永通宝の砂絵で有名な琴弾公園がある。また、LOTO7で16億円が当たったのもこの街である。三豊市は銘菓「茶のしずく」の原料としても知られる高瀬茶の産地であり、田園地帯であったが、近年は大型商業施設が挙って進出している。父母ヶ浜が有名な市である。
東西に長い香川県を分けて考える場合、最も多く用いられるのが五色台を境に東部を「東讃」（とうさん）、西部を「西讃」（せいさん）とする概念である。この名称は香川県が旧讃岐国の範囲と合致しているため、旧国名である「讃岐」に東・西を冠した言い方である。このスケールは県民の会話上でも西讃のことを「西の方」や単に「西」、東讃のことを「東の方」や単に「東」と呼ぶことで通用するほど定着した概念である。
この方式に沿った言い方に「中讃」（ちゅうさん）があるが、こちらはより狭い範囲を表すものであり、このスケールでは同じ「西讃」といった場合でも指し示す範囲が異なる。同じように「東讃」も高松地域・小豆地域を除いた範囲を指す狭義が存在する。小豆地域は狭義の東讃にも含むとする概念もあるが、小豆島は航路で結ばれているのがすべて高松であるため、直接の結びつきがない香川県東部とは分けて小豆地域、あるいは単に小豆島とする場合が多い。
その他にも、東讃に高松市を含んだ上で残りの西部を中讃、西讃の計3つで分ける概念もあるが、この場合では県都の位置する地域が中讃であると捉えられる場合があるため、あえて県都の高松市を別格として「高松地域」とする場合がほとんどである。
行政区分や天気予報、県立高校の学区などでも用いられるこの区分は自治体ごとに区切られているため、市町村合併により所属地域が変化する例が多く見られた。特に平成の大合併では高松市へ合併した綾歌郡国分寺町の所属地域が西讃から東讃へ変わったほか、木田郡庵治町と牟礼町が同じく高松市への合併により、狭義の東讃から高松地域へ所属地域が変わった。

### 自治体
8市5郡9町を含む。香川県では、地方公共団体としての町はすべて「ちょう」と読む。なお、村は1970年に消滅している。

| - 東讃 - 高松市（県庁所在地） - さぬき市 - 東かがわ市 - 小豆郡 - 土庄町 - 小豆島町 - 木田郡 - 三木町 - 香川郡 - 直島町 | - 中讃 - 丸亀市 - 坂出市 - 善通寺市 - 綾歌郡 - 宇多津町 - 綾川町 - 仲多度郡 - 琴平町 - 多度津町 - まんのう町 | - 西讃 - 観音寺市 - 三豊市 |

## 歴史

### 原始・古代
約2万年前の旧石器時代人が永く住み着いた国分台遺跡群が知られている。同遺跡群は、高松市と坂出市の境に南北にのびる標高400メートルの台地上および斜面上に立地し、高松市（旧綾歌郡国分寺町）に所在する。そこからは、サヌカイト製のナイフ形石器、尖頭器、楕円形石器、舟底形石器、錐などの生活必需石器が大量に出土した。
縄文時代晩期後半の林防城遺跡（高松市）で、当時の土器と木製諸手狭鍬が出土しているなどから、県下にも稲作が伝播し、水田耕作が行われたと推定されるが、他に水稲耕作に直接かかわる道具や同時に伝播するはずの文化要素が見当たっていない。また、水稲耕作に従事したムラの形跡がない。
『日本書紀』などには讃岐国は洪水や旱魃、地震などの自然災害が多い土地であると記されており、讃岐ではため池の開発や雨乞い儀式などが行われていた。大宝年間から工事が開始され、弘法大師空海が修築工事を指導したとされる満濃池のほか多くのため池が開発され、それより耕地は灌漑された。菅原道真も、一時は讃岐国国司となっている。
平安時代には関東地方での平将門の乱に乗じて藤原純友が伊予国で蜂起し、純友は讃岐国の国府を陥落させた。朝廷が追捕使として小野好古を派遣すると讃岐国の武士も乱の平定のために戦う。保元の乱で敗れた崇徳上皇は讃岐国に流刑され、讃岐国で死んだ。平安時代後期には源平合戦の1つである屋島の戦いが行われる。一ノ谷の戦いで源義経に敗れた平氏は屋島の戦いにおいても義経軍の背後からの急襲で敗北し、以後平氏は瀬戸内海における制海権を失った。

### 中世
鎌倉新仏教派の法然も流刑されたことで有名。足利尊氏らの活躍で鎌倉幕府が滅亡して、後醍醐天皇の建武の新政が始まると、讃岐国には足利氏の一門である細川定禅が入った。以後、南北朝時代を経て室町時代を通じて、細川氏が守護大名として讃岐国を支配した。室町幕府内での政争に敗れて南朝に与した細川清氏は、従弟の細川頼之と戦い、敗れた（白峰合戦、現宇多津町・坂出市）。
讃岐国では、管領を務めた細川京兆家が室町期を通じて守護職を執った。このため阿波国人と同様に讃岐国人も中央へ出る機会が多く、香西氏、香川氏、安富氏、奈良氏の四氏は細川四天王と称されたという（南海通紀）。戦国時代初期には讃岐国人と思われる香西氏が山城国守護代を務めるなど重職にも就いた。
戦国時代には讃岐国の分郡守護代である安富氏と香川氏が東西で大きな勢力を擁し、両者中間の香西氏、阿野氏、鵜足郡に長尾氏、奈良氏、羽床氏など中小豪族が乱立していた。しかし安富氏は細川・三好氏の援助を受けた三木郡の十河氏に臣従し、若干の抵抗があったが讃岐国は三好氏の支配下に入った。三好氏は三好長慶の弟である十河一存に讃岐国を任せた。真偽は不明だが、この時期に毛利氏が讃岐に攻め入った元吉合戦があったとされる。
土佐国を統一した長宗我部氏が三好・織田氏の内乱に乗じて讃岐へ侵攻する、これにより織田信長による四国攻めを招くことになった。豊臣秀吉が四国平定に取りかかると讃岐へは宇喜多秀家を総大将とする豊臣軍が侵攻し、長宗我部元親が秀吉に屈服すると讃岐は仙石秀久に与えられ、その後は尾藤知宣、生駒氏が相次いで封ぜられる。当初は宇多津聖通寺城に拠点が置かれたが、手狭のため高松に新城が築かれ拠点とされた。

### 江戸時代

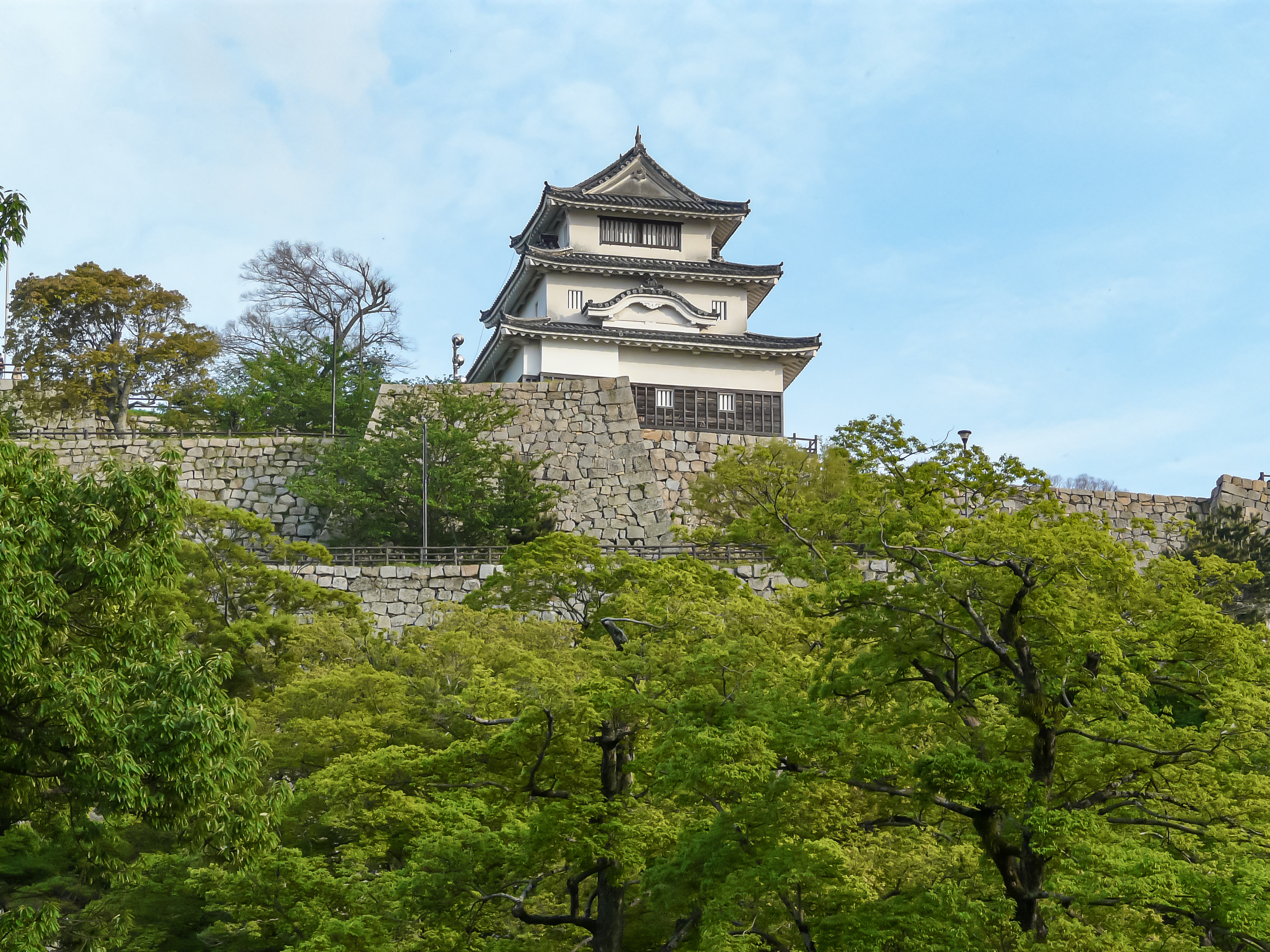
丸亀城（国の史跡・重要文化財）

生駒氏が生駒騒動によって出羽国へ移されると、水戸徳川家の嫡流である松平頼重が高松に入って東讃高松藩12万石を、京極氏が丸亀に入って西讃丸亀藩5万1千石を領する。途中、京極丸亀藩は支藩として多度津藩1万石を分立させたため、江戸時代の讃岐国には3つの藩が並立することになった。高松藩からは平賀源内が出ている。
このころには、讃岐国の小農家と阿波国北部の山間農家の間で借耕牛の交流が始まっていた。なお、吉備国から古代に分立された備前国より、直島諸島と小豆島が讃岐国に移されたのは江戸年間のことと思われる。幕末には高杉晋作を匿った日柳燕石が出ている。
災害としては、宝永4年（1707年）10月に西日本を襲った宝永地震（東海・東南海・南海連動型地震）の被害は讃岐国にも及び、牟礼・庵治の五剣山の一角が崩れ落ち、各地の家や堤防も崩れたところに1 - 2メートルの高さの津波が押し寄せた。

### 近代

#### 香川県発足
徳川時代の讃岐国には、高松藩、丸亀藩、多度津藩の3藩と、徳川幕府の直轄地である天領、津山藩の飛地が分立していた。
1871年8月29日（明治4年旧暦7月14日）の廃藩置県により、高松藩は高松県、丸亀藩は丸亀県、多度津藩と天領は倉敷県、津山藩の飛地はそのまま津山県となった。
その直後に、倉敷県の管轄地が丸亀県へと移された後に、同年に高松県と丸亀県が合併されて香川県（1873年2月19日以前）が設置され、1872年（明治5年）に小豆島西部を編入して、現在の香川県（1888年12月3日以後）と同じ管轄範囲（行政区画は1888年12月3日に分割）となる。
しかし、1873年2月20日には名東県（後の徳島県）に編入。2年後の1875年9月5日に香川県（1875年9月5日〜1876年8月20日）として分離されたが、翌年1876年8月21日、今度は愛媛県に編入された。度重なる編入の度に、地理的要因や地域文化や住民意識などで食い違いが発生し、香川県として単独の県の設置を望む声が再び高まり、12年後の1888年12月3日に香川県が復活して、現在に至る。なお、1888年の香川県の分離独立を最後に、東京府と東京市の合併（1943年7月1日）や、第二次世界大戦後にアメリカの統治下に置かれた沖縄県の日本再編入（1972年5月15日）などの特殊な事例を除き、新しい県の設置はなく、この1888年12月3日に現在の47都道府県体制がほぼ確立したことになる。
「香川県」の名称は、高松市が所属していた香川郡から取ったもので、いわば郡名を県名にしたものである。
明治から大正にかけて香川県で鉄道敷設競争が起こり、讃岐鉄道（のちの国鉄）、琴平参宮電鉄、琴平電鉄（後の高松琴平電気鉄道）、琴平急行電鉄の4社が高松 - 丸亀 - 琴平間で競って鉄道を敷設した。
- 1899年（明治32年）8月28日 - 台風接近に伴う暴風雨により製糸工場や高等女学校の建物倒壊が相次ぐ。死者340人、家屋の全壊11760戸の被害[11]。

### 現代
- 1970年（昭和45年）当時の財田村が町制施行して財田町に移行する。兵庫県に続いて村が消滅した。平成の大合併まで村のない県がこの両県のみという状態が長く続いた。
- 1978年（昭和53年） - 瀬戸中央自動車道工事が着工する。
- 1987年（昭和62年） - JR予讃線高松駅 - 観音寺駅間で全線電化がされて開業。
- 1988年（昭和63年） - 瀬戸中央自動車道が開通。JR本四備讃線（愛称 瀬戸大橋線）が開業する。
- 1989年（平成元年） - 高松空港が開港する。（大型ジェット機対応）
- 1995年（平成7年） - 1月17日に阪神・淡路大震災が発生し、震度4を記録した。一部地域で水道管が壊れる被害があった。
- 1999年（平成11年） - 高松市が中核市に昇格する（この年の人口が約103万人になり翌2000年以降は減少である）。
- 2003年（平成15年） - 高松自動車道が全線開通する。（高松中央IC-高松西IC開通による）

#### 平成の大合併
- 2002年（平成14年）4月1日 さぬき市が成立 - 津田町、大川町、志度町、寒川町、長尾町の合併による。
- 2003年（平成15年）4月1日 東かがわ市が成立 - 引田町、白鳥町、大内町の合併による。
- 2005年（平成17年）3月22日 丸亀市が成立 - 丸亀市と飯山町、綾歌町の合併による。
- 2005年（平成17年）9月26日 高松市に塩江町が編入される。
- 2005年（平成17年）10月11日 観音寺市が成立 - 観音寺市と大野原町、豊浜町の合併による。
- 2006年（平成18年）1月1日 三豊市が成立 - 高瀬町、山本町、三野町、豊中町、詫間町、仁尾町、財田町の合併による。
- 2006年（平成18年）1月10日 高松市に牟礼町、庵治町、香川町、香南町、国分寺町の編入による。
- 2006年（平成18年）3月20日 まんのう町が成立 - 満濃町、仲南町、琴南町の合併による。
- 2006年（平成18年）3月21日 小豆島町が成立 - 内海町、池田町の合併による。綾川町が成立 - 綾南町、綾上町の合併による。

### 讃岐の大地震
- 715年 -霊亀大地震。
- 887年（172年後）-仁和地震。
- 976年（89年後）-貞元地震。
- 1185年（209年後）-文治地震。
- 永正10年（1513年）（328年後）-天文地震。[要出典]
- 1605年（92年後）-慶長地震。
- 1707年（102年後）-宝永地震。
- 1854年（147年後）-安政南海地震。
- 1946年（昭和21年）（92年後）-昭和南海地震。

## 人口
| 増加 5.0 - 7.49 % 2.5 - 4.99 % 0.0 - 2.49 % | 減少 0.0 - 2.5 % 2.5 - 5.0 % 5.0 - 7.5 % 7.5 - 10.0 % |

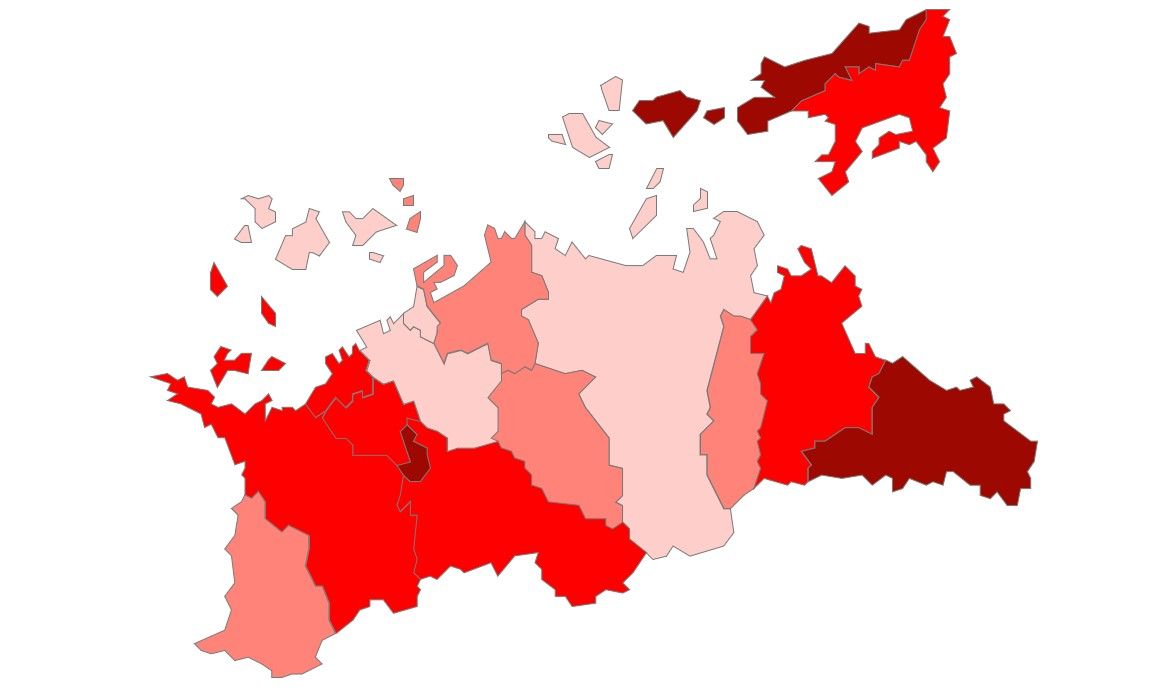
香川県市町村人口増減率分布図（2016年度と2021年度7月1日　香川県統計から算出）
増加
5.0 - 7.49 %
2.5 - 4.99 %
0.0 - 2.49 %
減少
0.0 - 2.5 %
2.5 - 5.0 %
5.0 - 7.5 %
7.5 - 10.0 %

2010年（平成22年）国勢調査速報によると、香川県の総人口は前回調査より1.6%減少し、30年ぶりに100万人を下回った。2019年の合計特殊出生率は1.59であり、四国トップかつ全国平均を超えている。しかし人口維持に必要な2.07には届いておらず、他の多くの都道府県と同様に自然減となっている。
社会動態においても、香川県は四国の中心地として社会増の時期もあったが、2016年からは転出が転入を上回り、社会減に転換した。転入者の出身地は、2020年で1位愛媛県（2114人・11.4%）、2位大阪府（1568人・8.4%）、3位東京都（1495人・8.0%）となっている。転出先は、1位大阪府（2,208人・10.8％）、2位東京都（2,031人・9.9％）、3位愛媛県となっている。
傾向として、四国のほかの県から流入し、首都圏や関西に人口が流出するという特徴がある。交通や経済、文化の面で結びつきの強い岡山県との人口の転出入割合も大きい。
市町別でみると、2021年7月1日時点では、人口が増えている自治体は1つもない。社会増となっているのは、丸亀市、土庄町、宇多津町、直島町の1市3町で、そのほかはすべて社会減である。
高松市のベッドタウンとして、予讃線沿線は人口減少が控えめとなっている。
人口首位の高松市は中核市に含まれている。人口2位の丸亀市は、県庁所在地を除くと人口10万を超える四国では数少ない都市である。
高松都市圏は西讃と島しょ部を除いた全ての地域で構成している。瀬戸大橋を挟んだ先の岡山都市圏との経済的結びつきが強いことから東瀬戸経済圏と呼ばれることもある。
| |                                        |  |
| 香川県と全国の年齢別人口分布（2005年） | 香川県の年齢・男女別人口分布（2005年） |  |
| ■紫色 ― 香川県 ■緑色 ― 日本全国 | ■青色 ― 男性 ■赤色 ― 女性              |  |
| 香川県（に相当する地域）の人口の推移 \| 1970年（昭和45年） \| 907,897人 \| \| \| 1975年（昭和50年） \| 961,292人 \| \| \| 1980年（昭和55年） \| 999,864人 \| \| \| 1985年（昭和60年） \| 1,022,569人 \| \| \| 1990年（平成2年） \| 1,023,412人 \| \| \| 1995年（平成7年） \| 1,027,006人 \| \| \| 2000年（平成12年） \| 1,022,890人 \| \| \| 2005年（平成17年） \| 1,012,400人 \| \| \| 2010年（平成22年） \| 995,842人 \| \| \| 2015年（平成27年） \| 976,263人 \| \| \| 2020年（令和2年） \| 950,244人 \| \| |                                        |  |
| 総務省統計局 国勢調査より |                                        |  |
| 1970年（昭和45年） | 907,897人                              |  |
| 1975年（昭和50年） | 961,292人                              |  |
| 1980年（昭和55年） | 999,864人                              |  |
| 1985年（昭和60年） | 1,022,569人                            |  |
| 1990年（平成2年） | 1,023,412人                            |  |
| 1995年（平成7年） | 1,027,006人                            |  |
| 2000年（平成12年） | 1,022,890人                            |  |
| 2005年（平成17年） | 1,012,400人                            |  |
| 2010年（平成22年） | 995,842人                              |  |
| 2015年（平成27年） | 976,263人                              |  |
| 2020年（令和2年） | 950,244人                              |  |

## 政治

### 県政

#### 条例
「香川県ネット・ゲーム依存症対策条例」が2020年3月18日に可決され、同年4月1日に施行された。
条例では18歳未満のコンピューターゲームの使用は1日60分（休日は90分）まで、スマートフォンにおいては義務教育終了前の子どもについては午後9時以降の、18歳未満は午後10時以降の使用を控えると言った“目安”を設けている。
なお、学習や家族との連絡のためのスマートフォンなどの使用は対象とならない。
また条例に違反しても罰則などの規定はないとしている。このため、実効性には疑問の声もある。
2020年1月23日から同年2月6日までの15日間、県民から条例に関するパブリックコメントを募集し、期間内に合計2613人の県民から意見を得た。
意見を寄せた県民のおよそ9割にあたる2268人から同条例に関する賛成票を、333人からは反対票だった。
その一方で、意見を寄せた県内外の69の団体と事業者のうち、賛成は1団体にとどまり、反対は68団体/事業者になった。
条例ではゲーム開発企業など事業者に対し、課金システムなどゲーム依存症を進行させる恐れのある事業への自主的な規制を求めており、団体/事業者から反対票を得ることとなった。
また、パブリックコメントの募集期間が極端に短かったこと、通常は公表されるパブリックコメントの内容が公表されない事などが問題点として指摘されている。
県内の高校生がこの条例に対し幸福追求権や自己決定権などの基本的人権を侵害しており違憲であるとして県に対し損害賠償を求める訴えを起こしている。

#### 知事
現職　池田豊人

#### 財政

##### 直近の財政指標
| 年度 | 財政力指数 | 経常収支比率 | 実質公債費比率 | 将来負担比率 | ラスパイレス指数 | ラスパイレス指数 参考値※ |
| --- | ---------- | ------------ | -------------- | ------------ | ---------------- | ------------------------ |
| H25 | 0.43260    | 93.4         | 14.7           | 198.5        | 105.9            | 97.9                     |
| H24 | 0.43059    | 93.9         | 15.2           | 201.3        | 106.0            | 97.9                     |
| H23 | 0.44550    | 92.7         | 15.5           | 206.9        | 97.9             | －                       |
| H22 | 0.46740    | 90.2         | 15.2           | 209.8        | 97.0             | －                       |
| H21 | 0.48693    | 94.9         | 15.1           | 231.0        | 96.9             | －                       |
| H20 | 0.48497    | 97.3         | 14.8           | 234.8        | 97.5             | －                       |
| ※「参考値」は、「国家公務員の給与の改定及び臨時特例に関する法律」（平成24年法律第2号）による措置が無いとした場合の値。 |            |              |                |              |                  |                          |

2006年度（平成18年度）の財政指標
- 標準財政規模 2281億0900万円
- 一般会計歳入 4458億8100万円
- 一般会計歳出 4390億7500万円
- 財政力指数 0.42532 （47都道府県平均 0.46）
  - 財政力指数が0.400 - 0.500のIIグループ（9自治体）に分類されている
- 経常収支比率 94.3% （47都道府県平均 92.6%）
- 実質公債費比率 15.0% （47都道府県平均 14.7%）
- 実質収支比率 2.4
- 人口一人当たり人件費・物件費 14万5329円 （47都道府県平均 12万4759円）
- ラスパイレス指数 97.5 （47都道府県平均と同じ）

地方債残高
- 普通会計の地方債現在高 7533億9800万円
- 上記普通会計以外の特別会計の企業債（地方債）現在高 570億6100万円
  - 主な内訳 水道事業分 約147億円 病院事業分 約81億円 宅地造成事業分 約54億円
- 第3セクター等の債務保証にかかわる債務残高等 77億6600万円
  - 主な内訳 香川土地開発公社 約74億円
- 香川県の地方債等の合計 8182億2500万円 （連結会計）
- 香川県民一人当たりの地方債等残高 81万5635円 （連結会計）

2005年度（平成17年度）の財政指標
- 財政力指数:0.39
- 経常収支比率 92.8%

#### 情報公開
情報公開について都道府県と全市を対象に実施された2011年度全国情報公開度調査では、香川県は80満点中62点だった。県内の市で最高は高松市の80点、最低は東かがわ市の30点だった。

### 国政

#### 衆議院
中選挙区時代は2区体制だったが小選挙区になってからは3区体制となる。かつては自民党と社会党と半々だったが、1990年代以降は3区すべてで自民党公認または推薦の候補が当選していた。2009年（平成21年）の総選挙で1区・2区を民主党が制し、オール自民党体制は幕を下ろした。また、2012年（平成24年）の総選挙では民主党が2区を制したが、これは中国・四国・九州地方で唯一民主党が議席を獲得した小選挙区となった。
香川1区
小川淳也
香川2区
玉木雄一郎
香川3区
大野敬太郎

#### 参議院
10数年自民党が議席を独占した後に、2007年（平成19年）の選挙で民主党公認の女性候補である植松恵美子が当選した。さらに2010年（平成22年）に自民党所属の山内俊夫が離党し、改革クラブに入党したため、自民党所属の議員がゼロとなったが、同年の選挙で自民党の公募による新人の磯﨑仁彦が初当選し、再び自民党所属の議員が復活した。
- 磯﨑仁彦（自民党）
- 三宅伸吾（自民党）

## 経済・産業

### 第一次産業
農業
米を始めとしてレタスやみかんなどの栽培が多く、さぬきの夢2000やオリーブ、讃岐三畜（讃岐牛、讃岐夢豚、讃岐コーチン）など瀬戸内海式気候の香川県特有の農産物も多く存在する。
香川県は山岳地帯が少なく全域にわたって平地が多くを占めているため、県内全域に稲作を中心とした農地が広がっている。また、それらはほぼすべてが古来より続く小規模農地であり、農業目的の干拓地のような計画的な大規模農業はほとんど行われていない。
米の作付面積はヒノヒカリが全体の45.9%と最も多く、次いでコシヒカリ37.4%となっており、この2品種で全体の8割以上を占めている。これら主食用うるち米の6割は県内で消費され、残り3割は大阪府、1割は兵庫県に向けて出荷されている。麦の作付面積はさぬきの夢2000が68.5%、イチバンボシが31.2%でこの2品種でほぼすべてを構成している。野菜の生産量で最も多いのはレタスで、次いでたまねぎ、ブロッコリー、きゅうり、ねぎ、いちごの順となっている。
2004年（平成16年）には高松市、丸亀市、坂出市、宇多津町に設定されていた市街化調整区域（いわゆる線引き）が全廃されたため、急速に開発が進み農地が次々と宅地に転用されている。特に丸亀市では線引き廃止後の3年間でそれまでの134倍もの面積が開発許可を受けている。
水産業
イワシやシラス、タコやイカナゴなどの海面漁業のほかハマチやノリ、マダイなどの養殖漁業も盛んである。特にハマチの養殖は香川県が全国で初めて成功し、2009年（平成21年）の県の漁業全体の生産額でも17%を占める主要産業になっている。
香川県の形状は讃岐山脈のある南側を弦に見立てた弓なりになっているため、北・西・東すべてが瀬戸内海に面し、そのほか瀬戸内海には漁業が主要産業となっているような離島も多く抱えているため県として水産業は重要な産業の一つでもある。
そのような主要産業であるが瀬戸内海特有の赤潮の発生は香川県の水産業に大打撃を与えるため、県によって赤潮研究所が置かれているほどである。

### 第二次産業
坂出市には瀬戸内工業地域の一翼を担う番の州臨海工業団地があり、造船、石油などの企業が立地している。また、四国地方に対する物資の集散地となっている高松市には運輸、卸売を主とした企業が朝日町、福岡町、木太町北部、郷東町、香西地区などの沿岸部に集積し、食品や印刷など市場指向型、軽工業系の工場もその周辺に位置している。
工業の製造品出荷額等は番の州を擁する坂出市が県内で突出して多く7685億円、次いで高松市の3296億円、三菱マテリアル製錬所がある直島町の2392億円と続いている。
建設業では穴吹工務店といった大企業の本社があるものの、産業全体に占める従事者数の率は中国・四国地方各県では広島県に次いで2番目に低く、土建屋が産業構造に幅を利かせるといった地方に特有の性格は薄い。逆に製造業従事者が占める率は四国最大であるほか、中四国でも広島県、岡山県に次いで3番目に多い。

### 第三次産業
面積の大部分が平地で占められている香川県は全域に人口が分布しているため、その需要に対応して最寄品を取り扱う大型商業施設などのロードサイド店が県内の広い範囲に分布している。特に高松市は四国最大規模の高松都市圏の中心都市であり、周辺からの圧倒的な集客力を有している。そのため情報通信業や金融保険業は大部分が高松市に集中しており、日用買回品を販売する小売業も多くが高松市に本社あるいは事業所を置いている。高松市では日本一長いアーケードを有する高松中央商店街周辺が一大商業地区となっているほか、それに準じてゆめタウン高松も県内外に対して大きな集客吸引力を持っている。大型小売店舗数は全国第6位、飲食店数は全国第12位と全国一小さい県にしては数多い。
1980年代までは伝統的な個人経営の小売店舗が多数を占めていたが、1990年代以降、都市化やモータリゼーションの進行、大量消費社会の浸透により、全国や中国・四国地方で展開するスーパーマーケットやコンビニ、電器店などのチェーン店舗が郊外の幹線道路沿いに多数開店し、生活する上での利便性が増した一方、バブル経済の崩壊もあいまって各市ともほぼ例外なく中心市街地がドーナツ化現象により空洞化し、都市部の地価の下落が進んだ。その反動で特に高松市では2000年代に中心市街地周辺への高層マンションの建設が相次ぎ、複数の再開発事業など公共投資が活発に展開された結果、小売店舗の中心市街地への新規出店などにより活気や人通りが戻りつつある。
第三次産業が香川県の産業に占める割合は大きく、情報通信業、卸売・小売業、サービス業それぞれの従事者数の割合は四国各県で最高であるほか、中国四国地方でも広島県に次いで2番目に高くなっている。

### 拠点事業所を置く主要企業
※太字は上場企業
| 製造 - アオイ電子 - イヅツみそ - 讃陽食品工業 - 四国計測工業 - タダノ - 南海プライウッド - 中央食品 - ずゞや - テーブルマーク - 四国化成工業 - キャスコ - NIPPURA - 日本興業 - 大倉工業 - 帝國製薬 - 富士産業 - トモクニ - 四国物産 - 四国電線 - 大同ゴム | 建設 - 穴吹興産 - 穴吹工務店 - カナック - 四電工 電気・ガス - 四国電力 情報通信 - STNet - 西日本放送 - 瀬戸内海放送 - エフエム高松 運輸 - カトーレック - 四国フェリーグループ - 四国汽船 - 国際両備フェリー - ジャンボフェリー - 小豆島豊島フェリー - 四国旅客鉄道 - 高松エクスプレス - 高松琴平電気鉄道 - ことでんバス - 小豆島オリーブバス - 琴平バス - 琴参バス - 大川自動車 | 卸売・小売 - アイジェイホールディングス - 小野 - 幸燿 - 光洋プロダック - 四国アルフレッサ - セカンドストリート - セシール - ビッグ・エス - マルヨシセンター - 宮脇書店 - 西村ジョイ - 大洋水産 - ダイナマイトコーポレーション - オーシャンローズ | 金融・保険 - 香川銀行 - 香川県信用組合 - 香川証券 - サンライフ - 四国労働金庫 - 高松信用金庫 - トモニホールディングス - 百十四銀行 サービス - クリエアナブキ - 国方防虫化学 - セーラー広告 - トーカイ - ティーネットジャパン - 東宝物産 - 高松ファイブアローズ - オークラホテル |

### 香川県で創業した主要企業
- パナソニック ヘルスケア（旧社名・松下寿電子工業） - 2002年（平成14年）に愛媛県温泉郡川内町（現・東温市）へ移転。
- KG情報 - 1993年（平成5年）に岡山市へ移転。登記上の本店は現在も高松市。
- サンフローラ - 1999年（平成11年）に会社合併により東京都練馬区へ移転
- セカンドストリート - 2006年（平成18年）に子会社の吸収によりさいたま市に移転後春日井市へ移転。登記上の本店は現在も高松市。
- はなまるうどん - 2005年（平成17年）に東京都中央区へ移転したが、2025年に⾹川県高松市田町に本社を移転した(登記上)
- テーブルマーク（旧社名・加ト吉） - 2011年（平成23年）10月1日に本店を東京都中央区に移転
- かどや製油 - 1957年 本社を小豆島土庄町から東京都品川区に移転。工場は土庄町にある。
- マルナカ - 食品スーパー。2021年3月1日にマックスバリュ西日本（現フジ）へ吸収合併され法人格が消滅した。[22]

## 生活・交通

### 警察
県庁所在地の高松市には四国地方4つの県警察を監督する中国四国管区警察局四国警察支局が置かれている。そのうち香川県内を管轄するのは香川県警察本部以下12の警察署である。
2014年（平成26年）の香川県内の刑法犯認知件数は8,802件。人口1000人当りに換算すると8.71件であり、国内第16位と全国平均（9.44件）を下回っていた。また、件数は減少傾向が続いている。
地域別に見ると高松地域が9.70件、東讃・小豆島地域が5.74件、中讃地域が10.16件、西讃地域が5.28件となっている。警察署別に見ると数値の高かったのは高松北署13.28件、丸亀署11.07件、坂出署10.58件の順であった。数値の低かったのは小豆署4.42件、観音寺署4.60件、高松西署4.76件の順であった。
香川県警は丸亀署と善通寺署を統合して新署を設置するにあたって、現在高松市に置かれている交通機動隊を分散させて、中讃分駐隊を同新署に新設し、治安の回復を図ろうとしている。

### 交通

#### 航空

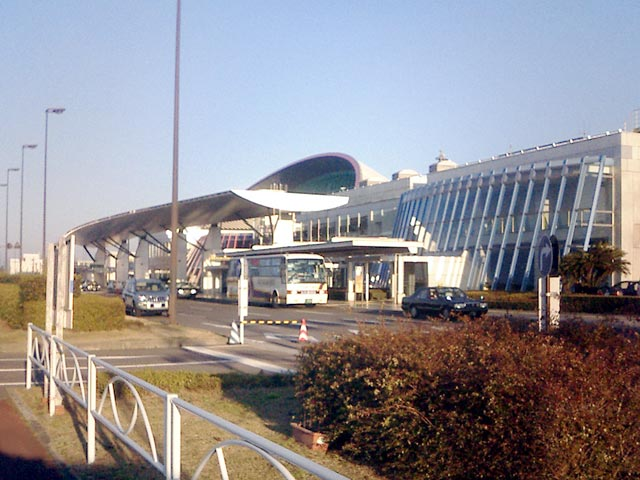
高松空港

香川県内の唯一の空港は高松空港である。高松市香南町由佐に所在する国管理空港で、国内線では東京、成田、那覇の3都市へ、国際線ではソウル、上海、台北、香港の4都市へ定期便が運行している。上海便は格安航空会社によって2011年（平成23年）3月末に就航する予定であったが、東日本大震災や福島第一原発の事故の影響（主に風評被害）で就航が延期され、同年7月15日から週2回で運航が開始された。成田、台北への路線は2013年（平成25年）に運航が開始されたものである。
利用客は香川県のほか一部徳島県にも及び、徳島県を放送エリアとする四国放送では高松空港発着のツアーCMが流されることがある。
- 高松空港 - 高松市

#### 鉄道
香川県は四国の鉄道の集中点であり、予讃線と高徳線は高松駅から、土讃線は多度津駅から四国各県へ鉄道路線を延ばしている。四国で唯一、四国全県の県庁所在地と優等列車で直結されている県であり、その全列車が発着している列車運用上の集中点である高松駅は、一大ターミナル駅としてJR四国で最大の利用客数を有する（私鉄も含めると愛媛県松山市の伊予鉄道松山市駅に次ぐ第二位）。また、県内のJRの路線は神奈川県・大阪府・滋賀県と同じく四国内で唯一、すべて幹線で、地方交通線は存在しない。
なお、香川県では、平成の大合併により鉄道が通っていない市町村と鉄道が通る市町村が合併したことで、2024年現在、離島部の小豆島町、土庄町、直島町を除く四国本土部のすべての市町村に鉄道が通っている。
香川県で最初の鉄道は1889年（明治22年）5月23日に讃岐鉄道によって開通した丸亀 - 多度津（現駅とは別の場所） - 琴平（現・予讃線、土讃線）間であり、県庁所在地の高松ではなかった。その高松には8年後の1897年（明治30年）2月21日に丸亀から順延する形で開通した。その後、讃岐鉄道は山陽鉄道に買収されるものの、直後に国有化される。国鉄はその後順次路線を拡大していき、1925年（大正14年）8月1日には高徳線を開業させるに至った。一方、私鉄は1911年（明治44年）11月18日には東讃電気軌道（現・ことでん志度線）、1912年（明治45年）4月30日には高松電気軌道（現・ことでん長尾線）、1926年（大正15年）12月21日には琴平電鉄（現・ことでん琴平線）が相次いで開業している。他にも大正から昭和にかけて、琴平参宮電鉄、琴平急行電鉄、塩江温泉鉄道などの私鉄が開業したが、いずれも経営不振や太平洋戦争への資材供出などにより廃止されている。また、1917年（大正6年）5月20日には高松市内を走る路面電車（市内線）が開通し、市民の足として盛況していたが、1945年（昭和20年）7月4日の高松空襲による戦災で復興されずに廃止されている。
戦後は県内の鉄道に関して大きな変化は無かったが、1988年（昭和63年）4月10日に瀬戸大橋が開通すると本四備讃線（瀬戸大橋線）が開業し、本州の鉄道と直結されることによって県内はもとより四国各県の鉄道事情は大きく変化、向上した。
四国新幹線の計画があるが、実現の見通しは全く立っていない。このため2016年3月の北海道新幹線開業により、四国は日本の主要4島で唯一高速鉄道の存在しない島となっている。
四国旅客鉄道（JR四国）

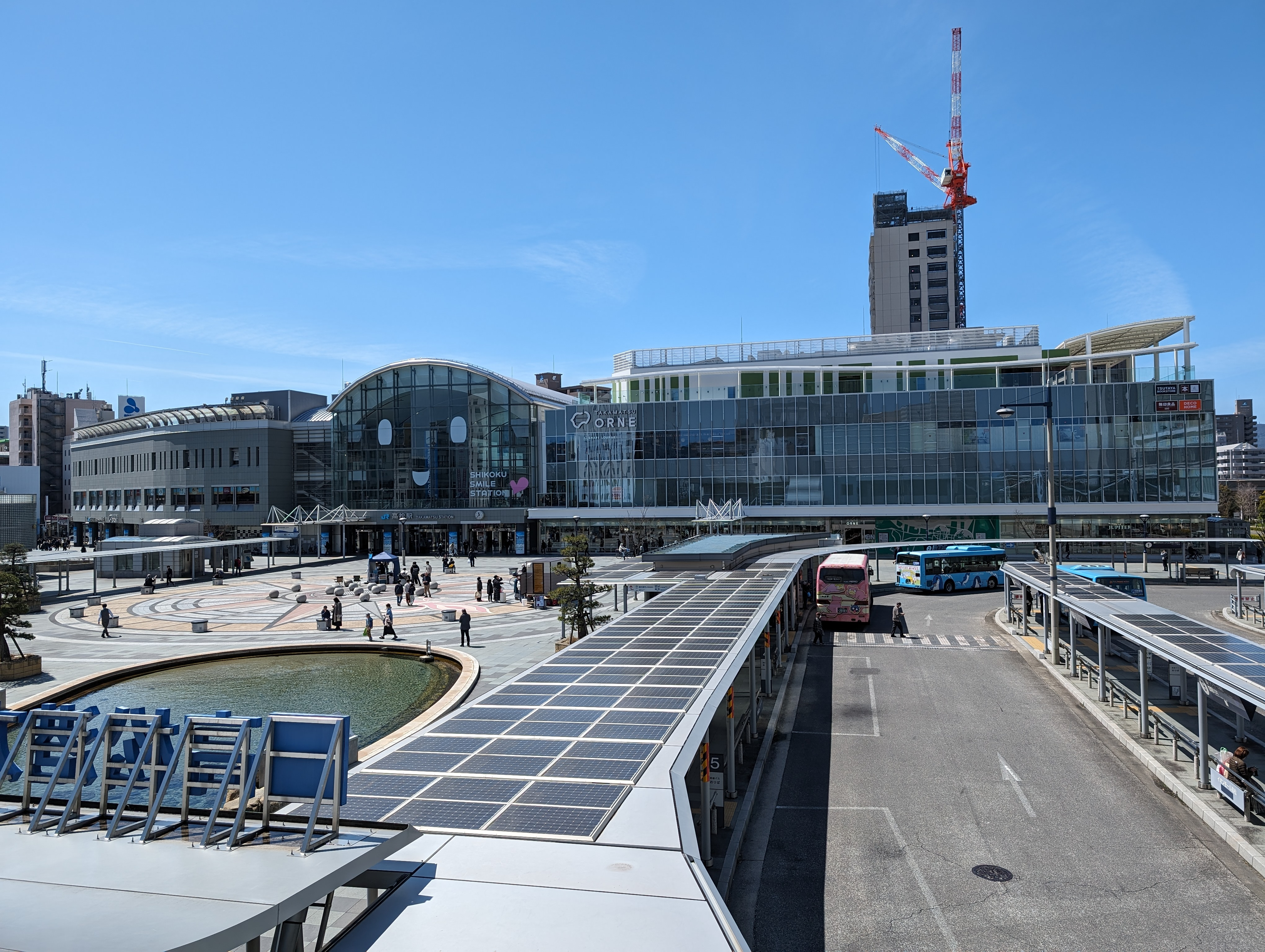
高松駅

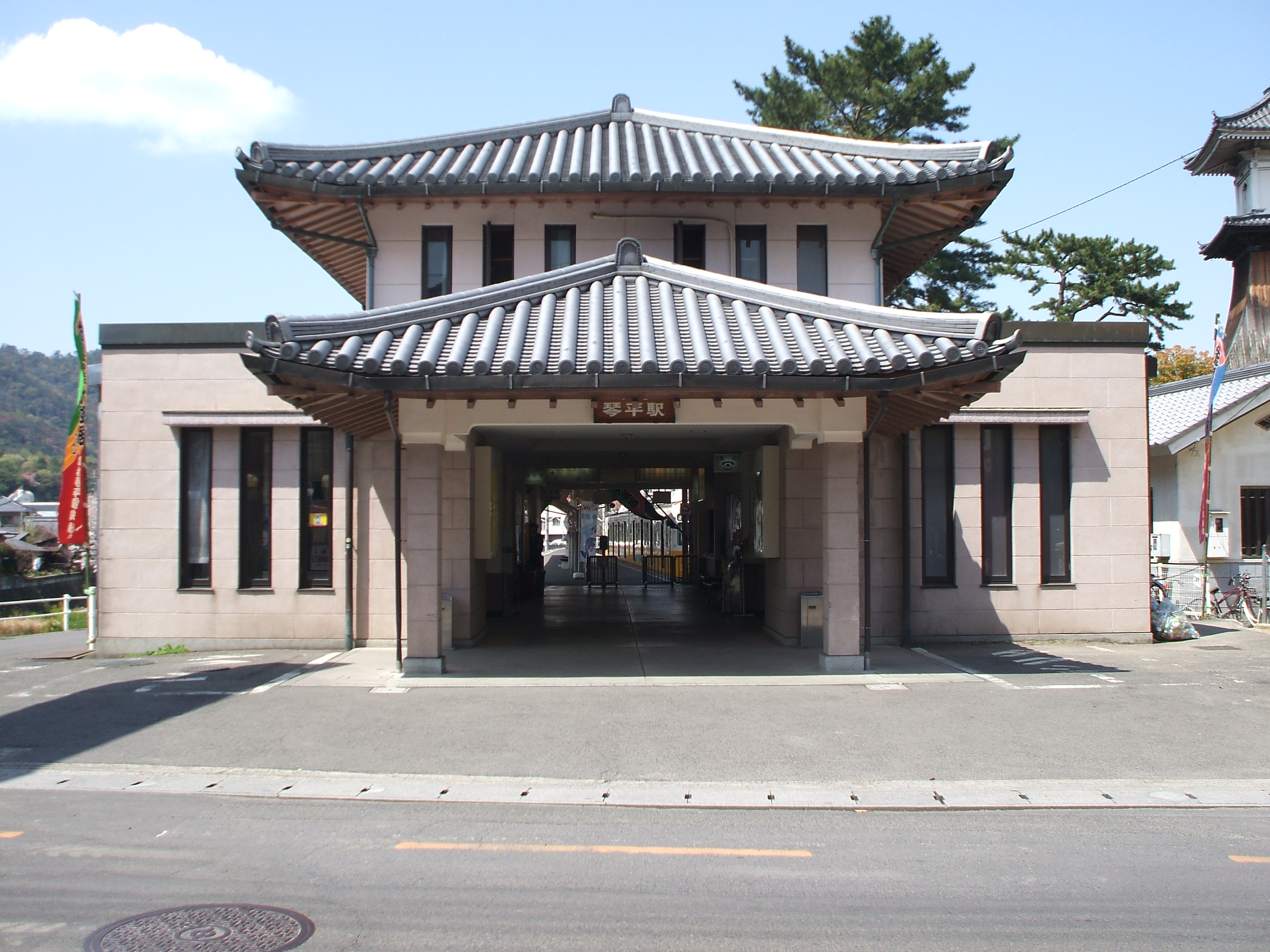
琴電琴平駅

- ■ 予讃線 - 高松駅（高松市） - 箕浦駅（観音寺市）
- ■ 土讃線 - 多度津駅（多度津町） - 讃岐財田駅（三豊市）
- ■ 高徳線 - 高松駅（高松市） - 讃岐相生駅（東かがわ市）
- ■ 本四備讃線（瀬戸大橋線） - 宇多津駅（宇多津町） - 下津井瀬戸大橋

高松琴平電気鉄道（ことでん）
- ■ 琴平線 - 高松築港駅（高松市） - 琴電琴平駅（琴平町）
- ■ 志度線 - 瓦町駅（高松市） - 琴電志度駅（さぬき市）
- ■ 長尾線 - 瓦町駅（高松市） - 長尾駅（さぬき市）

#### バス事業者
香川県に事業拠点を置く路線バス事業者。
- ことでんバス
- 大川自動車
  - 琴参バス（大川自動車の子会社）
- 小豆島オリーブバス

#### 道路
東西に長い香川県を高松自動車道が貫通し、対岸の本州とは瀬戸大橋（瀬戸中央自動車道）で結ばれている。一般国道は高松道と平行する国道11号が県内の最重要動脈になっており、南の讃岐山脈を越える幹線道路も多数存在する。
平地の多い香川県は国内でも特に道路事情が良く、すべての主要国道は4車線以上のバイパスが完備されているほか、幹線道路として機能する県道や市町道もほぼすべてが4車線以上の規格の高い道路で構成されている。この道路事情は数値にも表れており、国道・県道において道路改良率は86.8%、歩道設置率は44.7%であるほか、道路舗装率は99.9%で国内3位となっている。また、それ以下の市町村道においても改良率60.0%、舗装率94.0%、歩道設置率5.4%と水準が極めて高い。
高速道路
- 高松自動車道
- 瀬戸中央自動車道

一般国道
以下の国道は国土交通省四国地方整備局管理
- 国道11号
- 国道30号
- 国道32号
- 国道319号

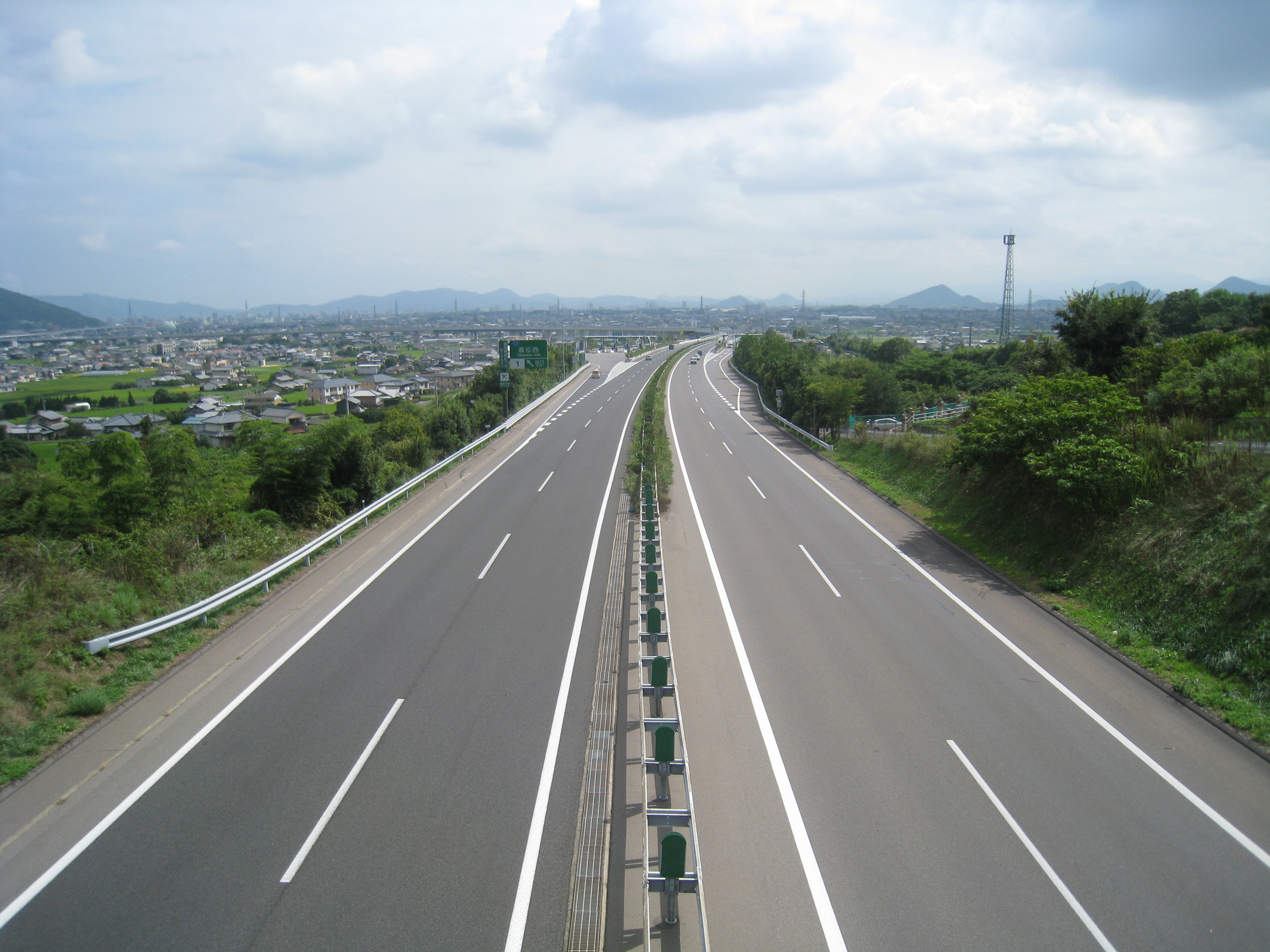
高松自動車道

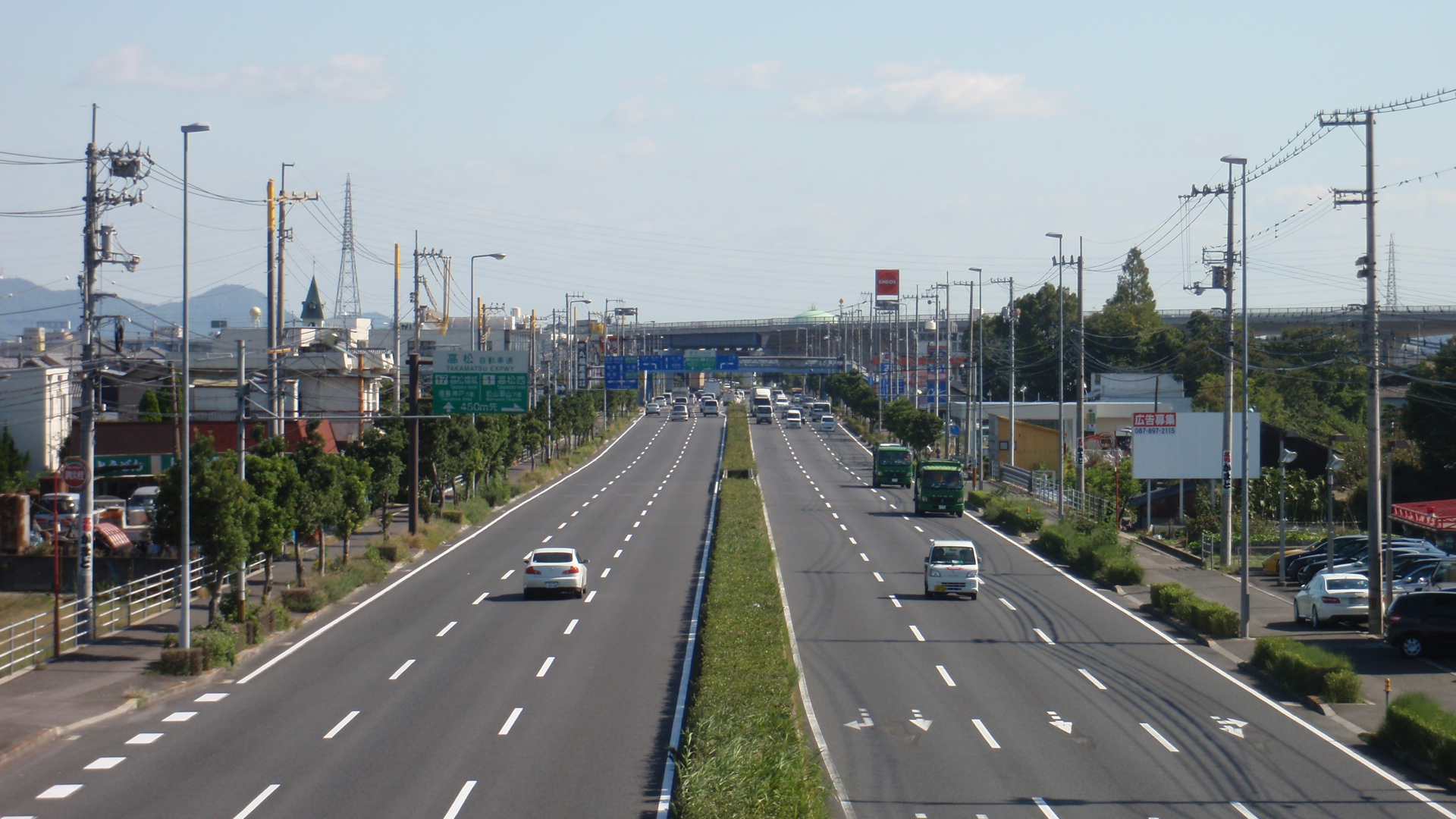
国道11号 高松市郊外

以下の国道は香川県管理（将来は国土交通省四国地方整備局管理になる予定）
- 国道193号
- 国道318号
- 国道377号
- 国道436号
- 国道438号
- （国道492号） - 香川県内は全区間が国道11号・国道193号との重複区間となっている

県道
- 香川県の県道一覧 を参照

#### 海上

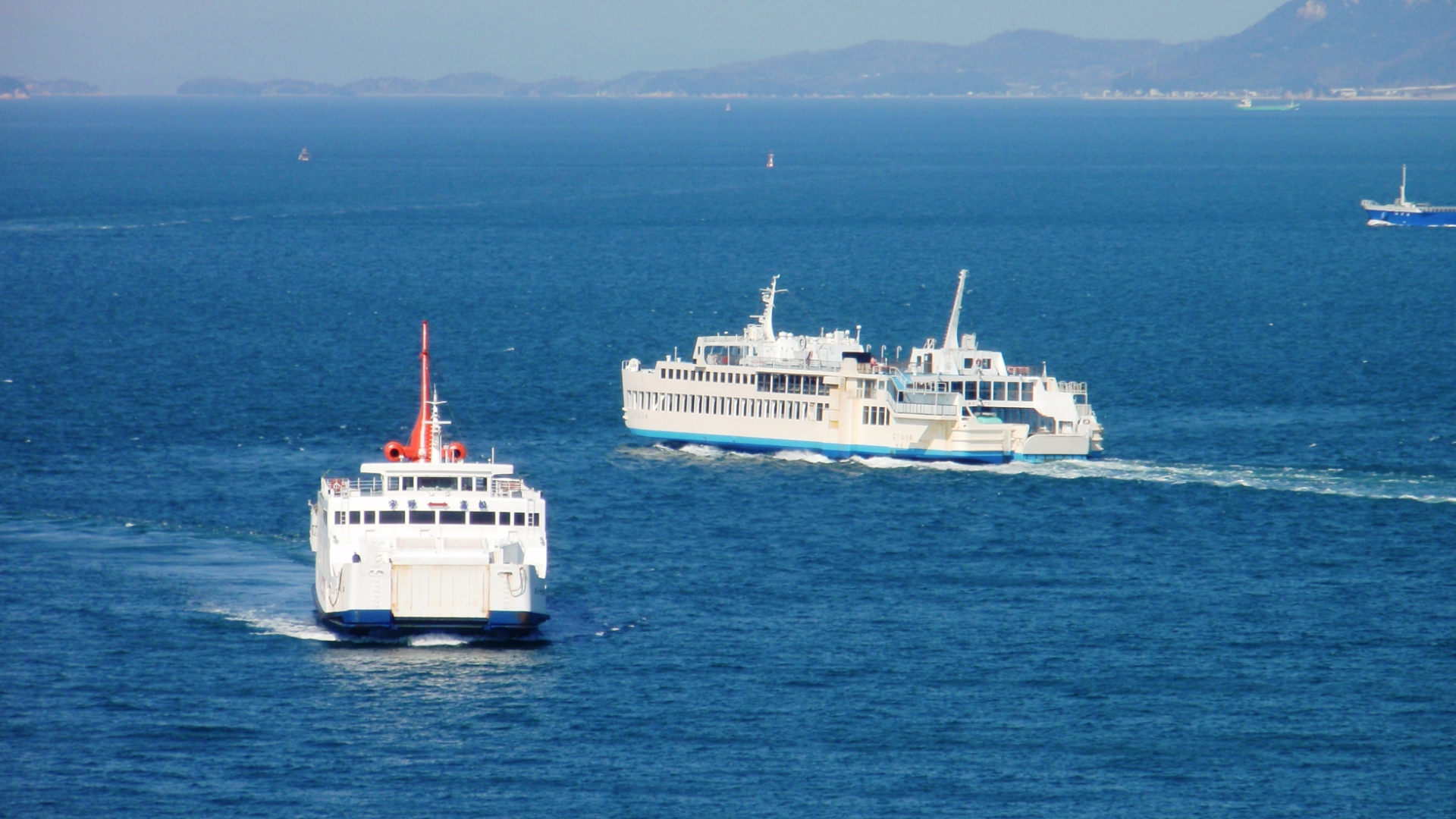
高松港内にて行き違う四国フェリーと宇高国道フェリー。背景は小豆島

香川県は瀬戸内海に特に多くの離島を抱えていたり、四国自体が本州に対しての島であることから海上交通は非常に重要な交通手段の一つである。その中には坂出港や丸亀港など臨海工業地帯に重要な役割を果たしている港や、土庄港など旅客輸送に特化した港、その両方の性格を有する高松港などさまざまな性格を持つ港が存在する。
- 港湾
  - 重点港湾：高松港、坂出港
  - 主な地方港湾：丸亀港、多度津港、詫間港、引田港、土庄港、池田港、草壁港、坂手港、宮浦港など
- 海運会社
  - 四国汽船
  - 国際両備フェリー
  - 小豆島フェリー
  - 小豆島豊島フェリー
  - 雌雄島海運
  - ジャンボフェリー
  - 本島汽船
  - 六口丸海運
  - 備讃フェリー
  - 三洋汽船

### 医療・福祉
香川県内における公的病院はいずれも隣県の岡山大学と徳島大学の医局が大きな影響力を占めており、県内唯一の大学病院である香川大学医学部はこの二大学閥に及んでいない。主な病院としては香川県立中央病院・香川労災病院・三豊総合病院が岡山大学、高松市立みんなの病院・四国こどもとおとなの医療センターが徳島大学であり、坂出市立病院は例外的に香川大学の医局が占める公的病院であるが、ここも経営再建以前は岡山大学の影響下にあった。そもそも香川大学医学部（旧香川医科大学）も開学時から教授の出身が岡山大学に偏っているほか、関連病院の少なさもあって卒業生が県内に定着しないといった風潮も特徴的である。
災害拠点病院
- 香川県災害拠点病院

保育所
- 香川県保育所一覧

### 教育
香川県内では公立小学校・中学校の通学区域を指す通称を、東日本を中心とした広い範囲で用いられる「学区」ではなく「校区」と呼ぶ。学区は主に県立高校の通学区域を指す場合にのみ用いられるため、県内で単に「学区」といった場合にはより広域的な意味合いを持つ。ただし、「学区」は県内の小中学校のそれを指す通称としては通用しないが、対岸の岡山県南部では小中学校の通学区域を指して広く使われており、また香川県と岡山県は同一の放送エリアであるためテレビのローカルニュースなどでは「学区」を耳にすることがある（香川県内の小中学校を指すときは通常通り「校区」と呼称する）。

#### 小学校
国立の香川大学教育学部附属小学校が2校（高松・坂出）あり、私立の小学校は1校もない。

#### 中学校
国立の香川大学教育学部附属中学校が2校（高松・坂出）あり、県立中学としては高松北中学校（高松北高校に併設）がある。また、私立の中高一貫校は4校。

#### 高等学校

赤色が第1学区、青色が第2学区、点線内の地域についてはどちらの学区の高校へも出願可能

県立高校の学区は東と西で2つに分かれており、東では高松高校、西では丸亀高校を頂点として、各学区内にて受験生の間で序列化されている。私立は一部の進学校を除いて主に滑り止め扱いであり、公立の人気が根強い。2003年（平成15年）ごろに高松高校が定員割れしたり、新設校である三木高校、高松桜井高校などの人気が上昇したり、新しい動きも出ているものの、学区内トップ校である高松高校、丸亀高校の人気の高さは変わっていない。二学区を一学区にすることも検討されたが、高松市の高校に対して県下全域から人気が集中する可能性があり、高松市内に居住する者が競争率の影響で学力に関係無く近隣の高校に進学しにくくなるなどの弊害が指摘されたため、各方面からの強い反発を受けて見送られた。
- 私立英明高等学校の共学化により、公立・私立ともすべての高等学校が男女共学となった。
- 高松北高等学校に県立中学が併設され、中高一貫教育が行われている。

#### 高等専門学校

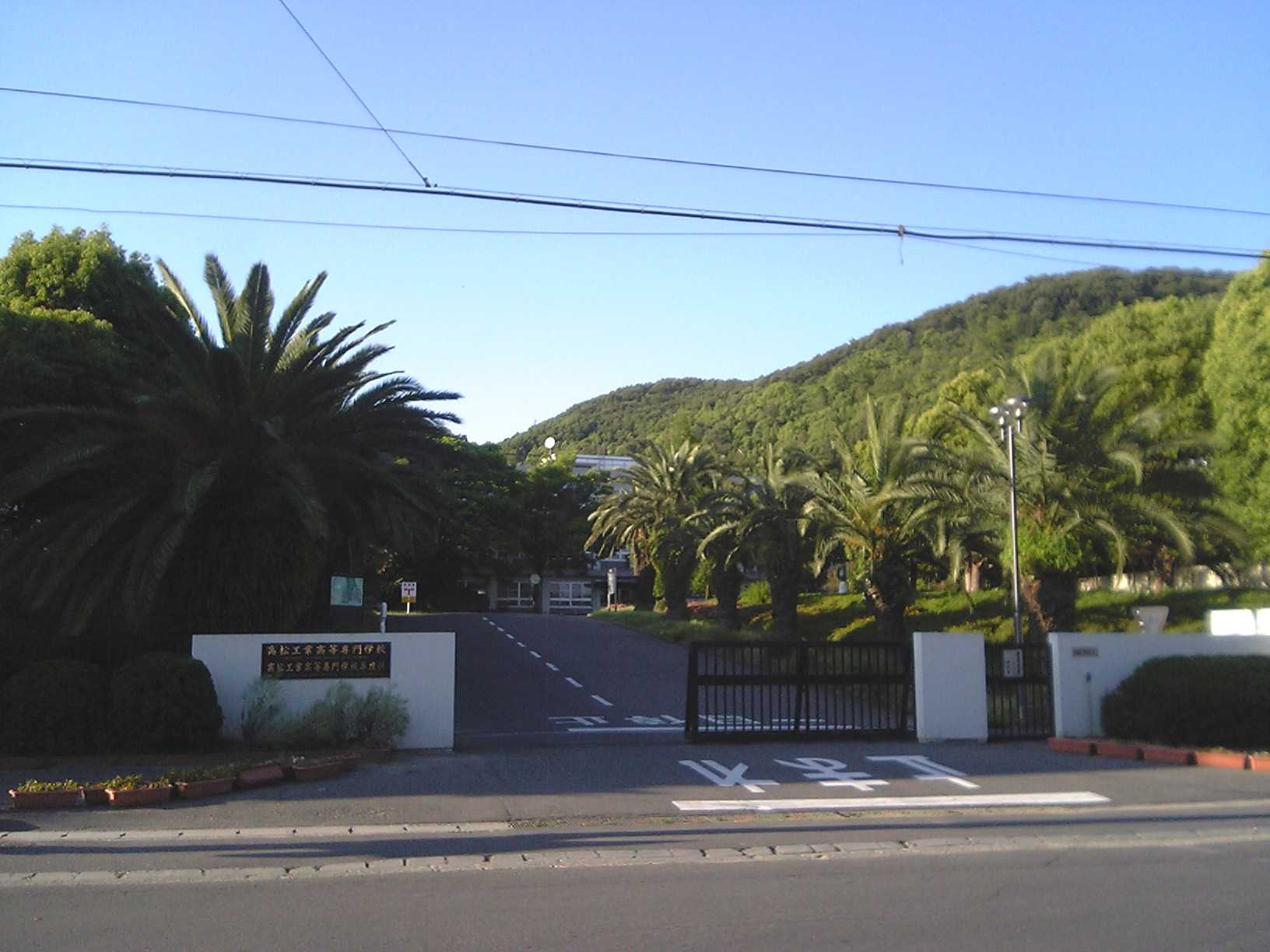
香川高専

公立、私立はなく、国立のみ1校だけ存在する。（2009年（平成21年）10月1日に高松工業高等専門学校と詫間電波工業高等専門学校が統合されて香川高等専門学校となった。）
- 国立
  - 香川高等専門学校

#### 大学・短期大学
- 国立
  - 香川大学
- 公立

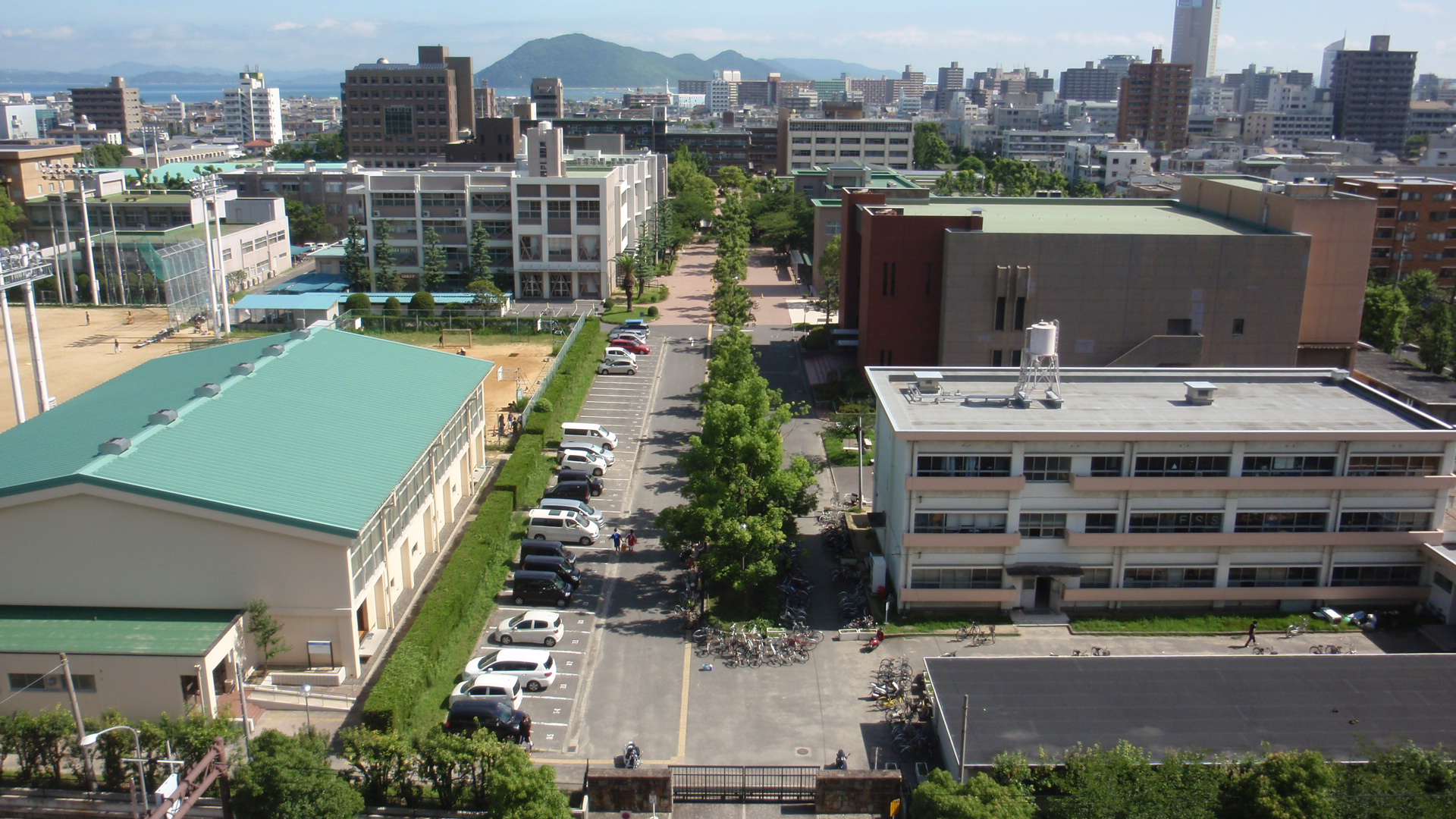
香川大学

  - 香川県立保健医療大学（前身は香川県立医療短期大学）
- 私立
  - 四国学院大学
  - 高松大学・高松短期大学
  - 徳島文理大学香川校
  - 香川短期大学
  - せとうち観光専門職短期大学

#### 専修学校
- 県立
  - 香川県立農業大学校（農業改良助長法に基づく農業者研修教育施設）（専修学校専門課程）
- 私立

#### 学校教育以外の施設
- 独立行政法人高齢・障害・求職者雇用支援機構立
  - 四国職業能力開発大学校（職業能力開発促進法に基づく職業能力開発大学校）
- 県立
  - 香川県立高等技術学校高松校・丸亀校（職業能力開発促進法に基づく職業能力開発校。高松市と丸亀市に独立したキャンパスを持つ）

### マスメディア

#### 新聞
- 四国新聞（地方紙）
- 朝日新聞
- 毎日新聞
- 読売新聞
- 日本経済新聞
- 産経新聞
- 日本タイムズ
- 山陽新聞 - 本県に支局を持っている。全国紙は香川県で夕刊を出しておらず、四国新聞も現在は夕刊を廃止しているため、山陽新聞は香川県で読める唯一の夕刊となっていたが、2011年（平成23年）11月30日をもって香川県での発行が廃止されることが同年10月25日に発表された。なお、岡山県と交流の深い直島町では引き続き販売される。
- 読売新聞と朝日新聞は、県内に印刷工場がある

#### タウン情報誌
- 『NICE TOWN』（ナイスタウン出版）
- 『香川こまち』（香川こまち編集部）
- 『小豆島クーポンフリーペーパーEedee！』（「Eedee!事業部）

#### テレビ局
民放テレビ局においては、岡山県・香川県は同一のエリアとして扱われており、民放テレビの送信所親局は岡山県金甲山に置かれている。NHK総合・Eテレは香川県域の放送で、親局は前田山。前田山には民放の中継局も設置されている。
テレビ中継局数は27か所あるが、各局の中継局数が統一されているわけではない。香川県内ではNHK総合・Eテレ＞RNC＞KSB＞RSK＝OHK＞TSCの順であり、TSCは7か所の設置である。
- 香川県に本社
  - NHK高松放送局
  - 西日本放送 (RNC)（NNS・NNN系列。四国新聞傘下）
  - 瀬戸内海放送 (KSB)（ANN系列。加藤汽船傘下）
- 岡山県に本社…香川県・岡山県は放送対象地域を相互補完のため、掲載
  - RSK山陽放送 (RSK) （JNN系列。RSKホールディングス傘下）
  - テレビせとうち (TSC) （TXN系列。山陽新聞傘下）
  - 岡山放送 (OHK)（FNS・FNN系列。）

テレビ局舎外観
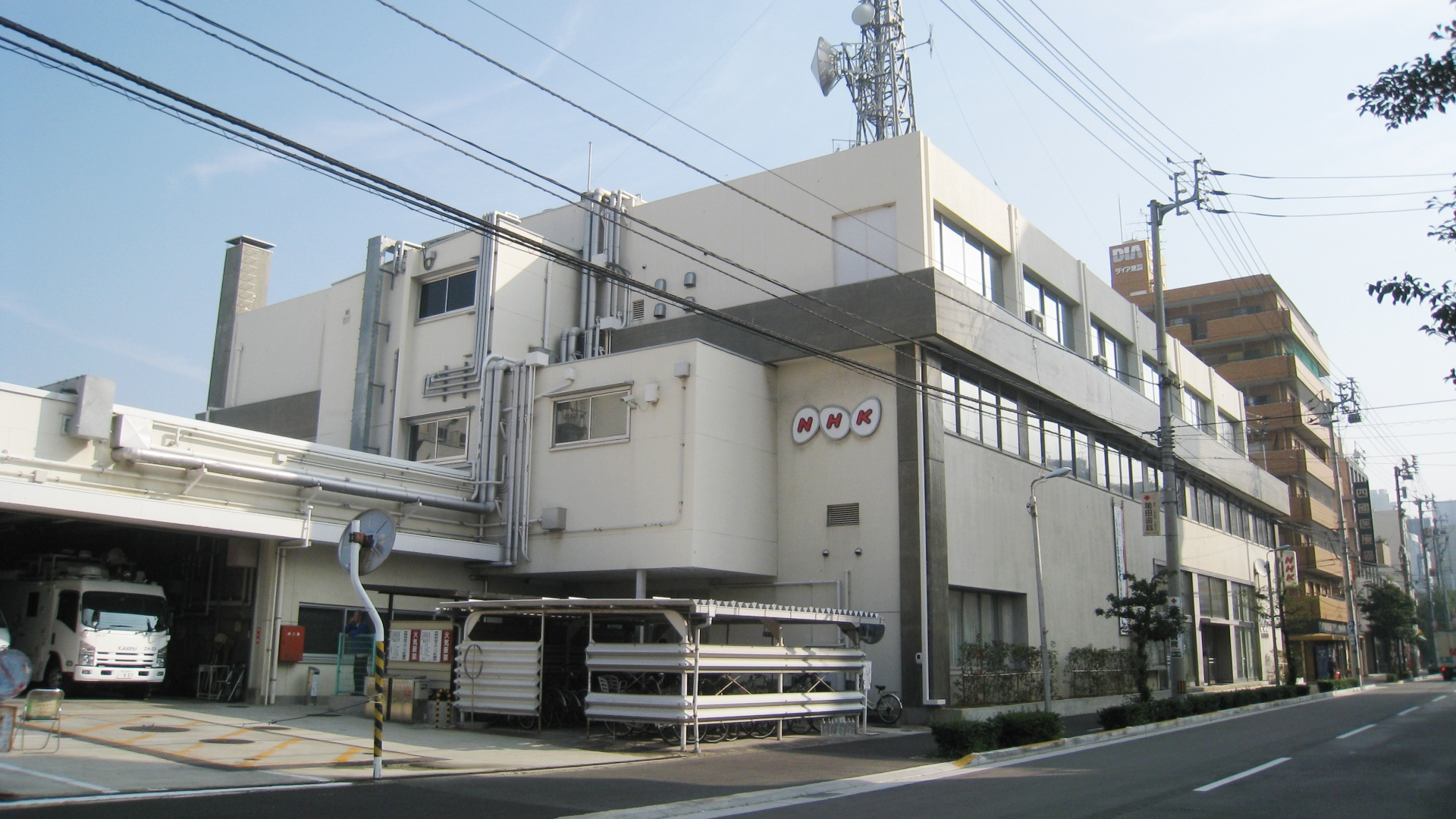
日本放送協会 (NHK) 高松放送局 （高松市）
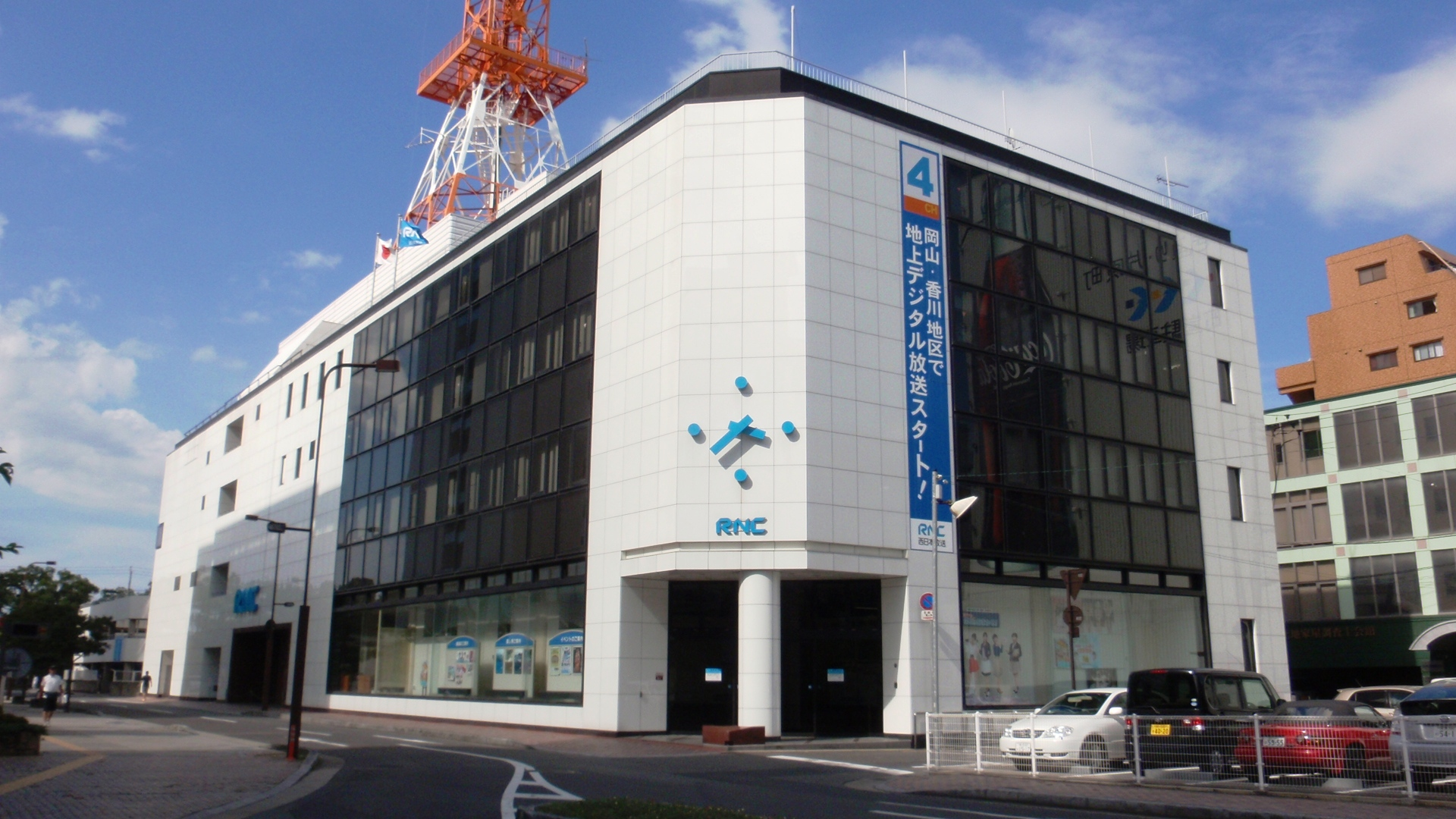
西日本放送 (RNC) （高松市）
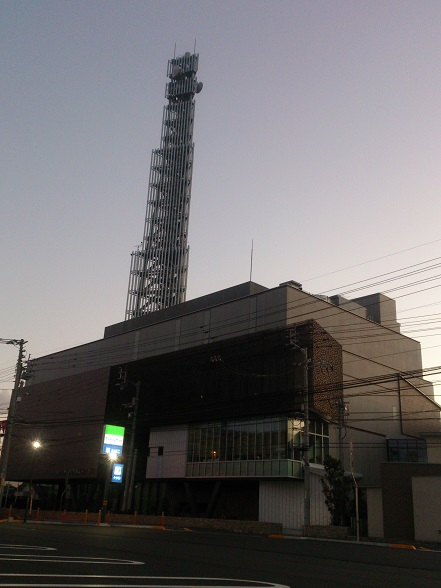
瀬戸内海放送 (KSB) （高松市）
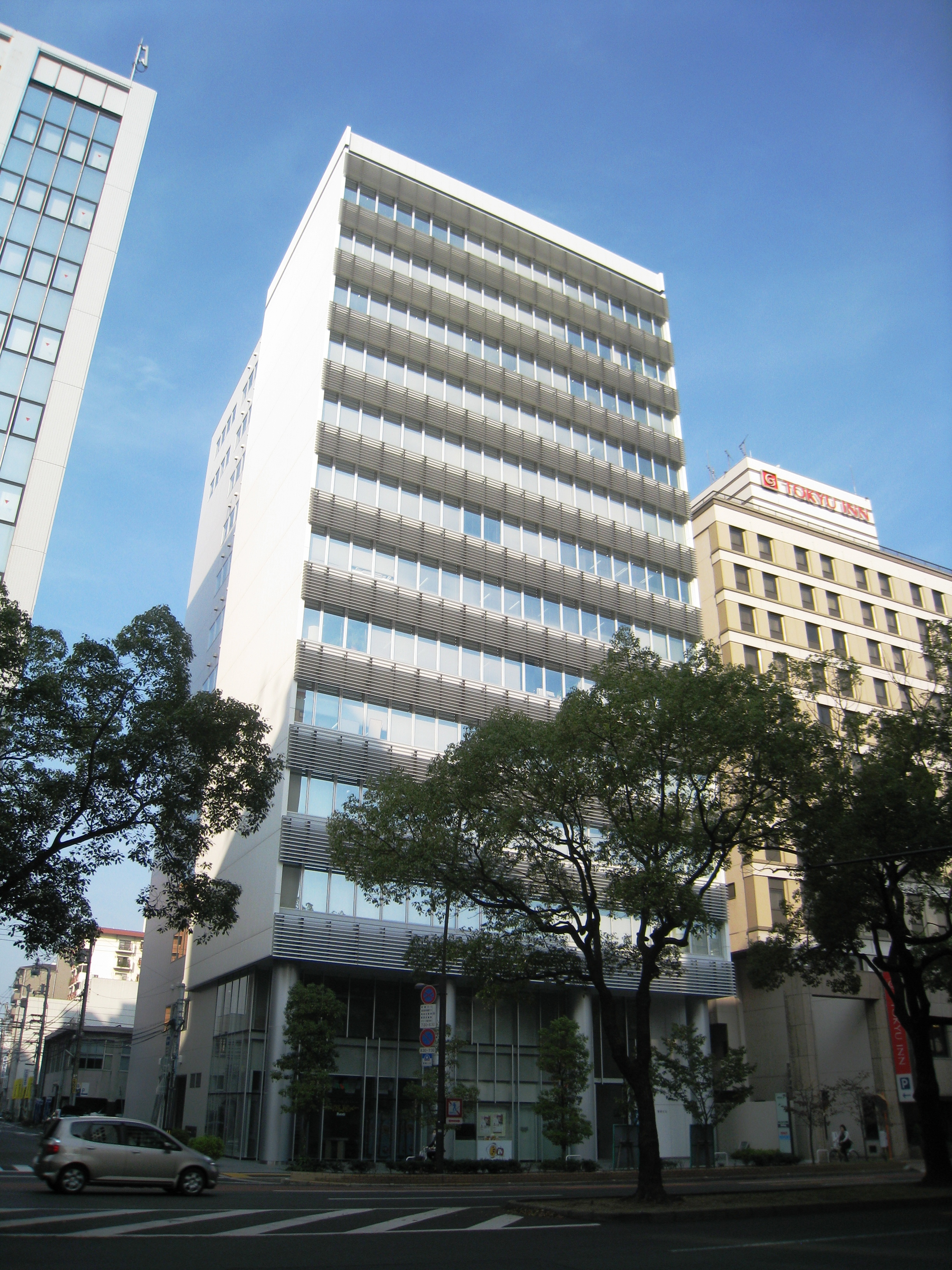
RSK山陽放送 (RSK) 四国支社 （高松市）
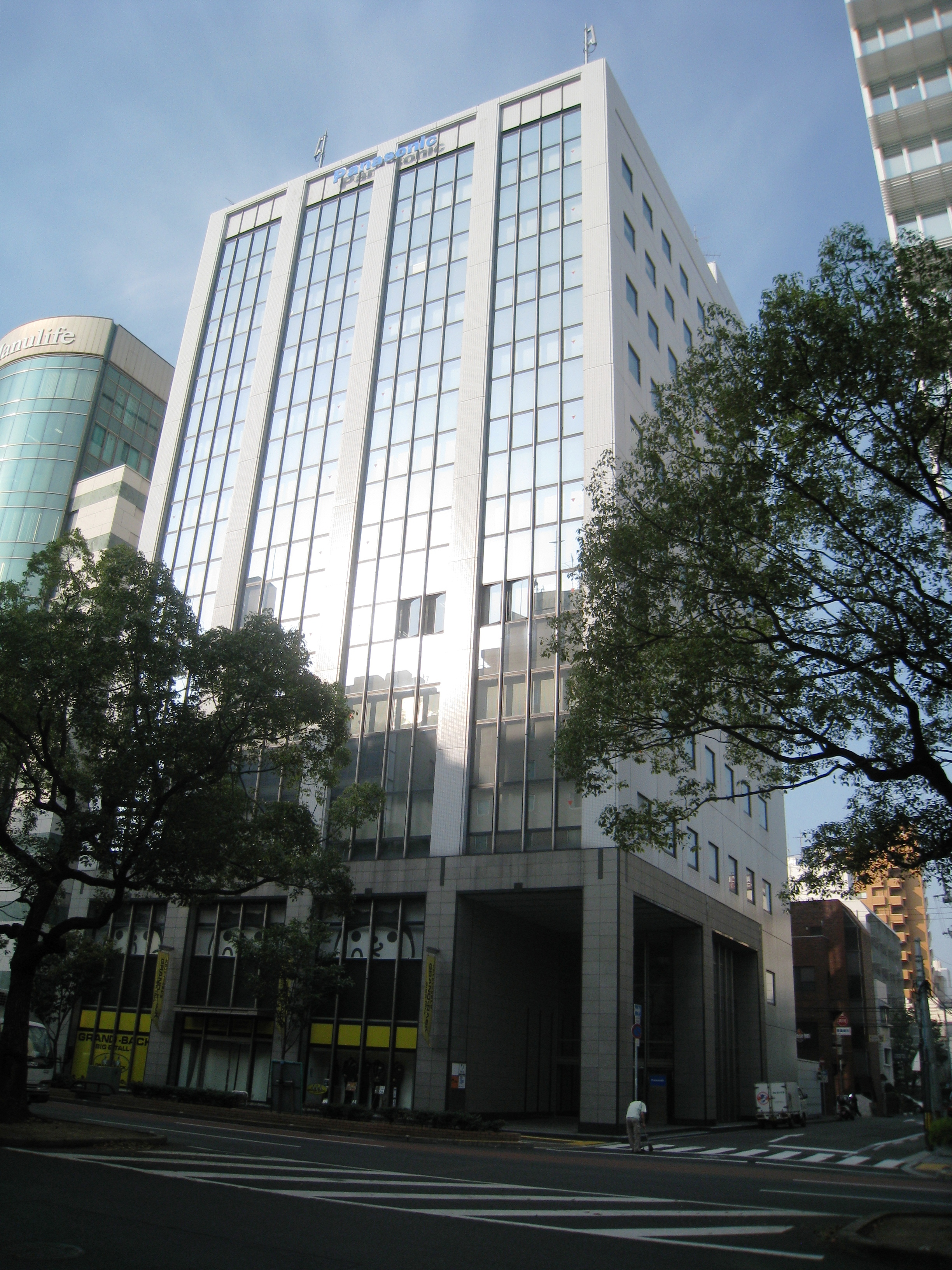
岡山放送 (OHK) 四国支社 （高松市）
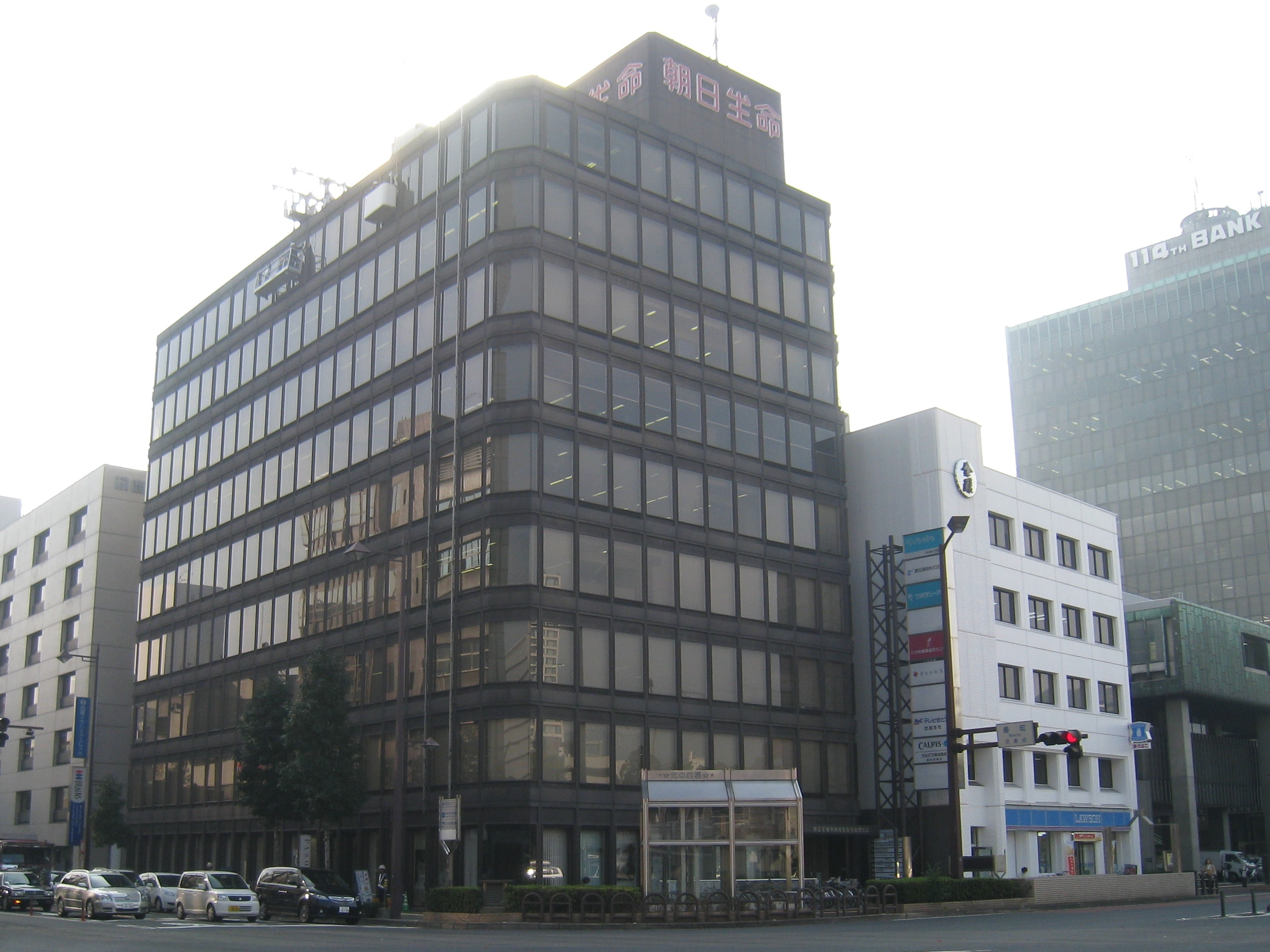
テレビせとうち (TSC) 四国支社 （高松市）

#### ラジオ局
県域FM局及びRNCのFM補完放送の中継局は、デジタルテレビとは異なり五色台に設置されている。
- NHK高松放送局
- 西日本放送 (RNC) （JRN・NRN系列）
- エフエム香川（JFN系列）

コミュニティFM局
- エフエム高松コミュニティ放送（通称：まんでがん815、ミュージックバード配信・インターネット放送実施局） - 高松市を対象エリアとする
- エフエム・サン（J-WAVE・ミュージックバード配信局） - 坂出市・宇多津町を対象エリアとする

一時期はエフエムマリノ（KSB関連）やエフエムこんぴら（琴平町を対象エリアとする）もあったが、いずれも廃局となった。さらに、エフエムセト（丸亀市を対象エリアとする）が2008年（平成20年）に廃局となった。

#### ケーブルテレビ局
- さぬき市ケーブルネットワーク (SCN) - 平成26年3月末閉局。コミュニティ放送はCMSにて放送中
- 香川テレビ放送網 (KBN) - 坂出市、宇多津町を対象エリアとする
- ケーブルメディア四国 (CMS) - 高松市、東かがわ市、さぬき市、三木町の一部を対象エリアとする
- 中讃ケーブルビジョン（通称：中讃テレビ） (CVC) - 丸亀市、多度津町、まんのう町、琴平町を対象エリアとする
- 三豊ケーブルテレビ放送 (MCB) - 観音寺市、三豊市の一部を対象エリアとする

#### その他
日本アマチュア無線連盟 (JARL) を免許人とするアマチュア無線用中継局が県内7箇所に設置されている。

## 文化・スポーツ

### 方言
香川県のほぼ全域で讃岐弁が話されており、県内では西と東で違いがあり、大まかに東讃弁と西讃弁に区別されるが、現在は、東西の差も少なくなっており、メディアの発達に伴い、若い世代を中心に共通語化が進んでいる。瀬戸内海の島々では独特の方言や岡山弁に近い方言が使われているところもある。

### 生活特性
2007年（平成19年） - 2009年（平成21年）家計調査によれば県庁所在地の高松市では全国平均と比較して以下のような特徴が見られた。特筆すべきは家庭内・外食ともうどんの消費が国内1位であるばかりか、全国平均や直近の2位と比べても圧倒的大量なことである。逆に大衆食品と目される食品のうちスパゲッティやハンバーグ、緑茶、ビールは香川県が日本で最も消費されていない都道府県である。さらに特徴的なのは、雨が降らず日照時間も長い気候を反映してティッシュペーパーやトイレットペーパーの紙類の消費が最低な点である。
- 県庁所在地である高松市の指標
- （）内は全国平均
- 上位は最多消費を降順で、下位は最低消費を昇順でそれぞれ10位までを記載

| 穀類 | 魚介類 | 肉類 |
| --- | --- | --- |
| 上位 1位：麺類 - 50,952g (36,000g) 1位：生うどん・そば - 22,979g (11,265g) 1位：乾うどん・そば - 10,448g (4,501g) 10位：食パン - 23,126g (19,503g) 下位 3位：スパゲッティ - 2,514g (3,167g) 4位：米 - 86.33kg (72.67kg) 4位：即席めん - 1,973g (2,442g) 8位：カップめん - 2,434g (2,941g) 10位：中華めん - 7,969g (9,367g) | 上位 2位：たこ - 1,179g (778g) 2位：揚げかまぼこ - 5,231円（2,631円） 4位：えび - 2,622g (2,006g) 5位：かき - 823g (607g) 5位：煮干し - 480g (265g) 9位：たい - 1,437g (737g) 下位 2位：塩干魚介 - 6,459g (9,793g) 3位：干しあじ - 407g (1,085g) 3位：他の塩干魚介 - 3,778g (5,088g) 4位：いか - 2,003g (3,059g) 5位：魚介加工品のその他 - 1,992円（2,828円） 6位：たらこ - 363g (810g) 8位：いわし - 464g (804g) 8位：魚介の缶詰 - 1,708g (2,397g) 9位：さけ - 2,346g (3,091g) 9位：塩さけ - 869g (1,729g) 9位：干しいわし - 237g (331g) 10位：魚介類 - 80,640円（88,758円） 10位：他の魚肉練製品 - 1,013円（1,561円） | 上位 5位：豚肉 - 14,771g (18,224g) 下位 4位：他の加工肉 - 941円（1,710円） |
| 乳卵類 | 生鮮野菜 | 乾物・海藻、大豆加工食品など |
| 上位 下位 8位：他の乳製品 - 529円（636円） | 上位 下位 1位：他の野菜のその他 - 2,714g (5,337g) 2位：トマト - 8,764g (11,564g) 3位：根菜 - 61,087g (68,101g) 3位：他の野菜 - 42,069g (49,067g) 4位：他の根菜 - 4,103g (5,803g) 6位：野菜・海藻 - 87,241円（101,855円） 6位：生鮮野菜 - 161,528g (178,839g) 4位：もやし - 4,833g (6,060g) 5位：レタス - 4,734g (5,709g) 5位：だいこん - 12,616g (15,409g) 6位：きゅうり - 7,115g (8,768g) 6位：ピーマン - 2,165g (2,471g) 7位：さといも - 1,678g (2,426g) 10位：たまねぎ - 14,886g (15,791g) | 上位 下位 4位：乾物・海藻 - 8,086円（9,447円） 6位：干しのり - 2,076円（2,691円） 6位：納豆 - 2,442円（3,693円） 8位：こんぶつくだ煮 - 530g (716g) 8位：梅干し - 1,061g (793g) 10位：豆腐 - 68.84丁（74.89丁） |
| 果物 | 油脂・調味料 | 菓子類 |
| 上位 3位：みかん - 19,035g (14,467g) 5位：オレンジ - 2,069g (1,475g) 6位：もも - 3,607g (2,144g) 7位：かき - 3,967g (3,139g) 8位：他の柑きつ類 - 7,067g (5,482g) 下位 3位：果物加工品 - 1183円（1718円） 6位：グレープフルーツ - 879g (2,844g)                                                                             | 上位 下位 4位：油脂 - 8,258g (9,903g) 4位：食用油 - 7,103g (8,614g) 4位：マヨネーズ・ドレッシング - 4,004g (4,760g) 5位：調味料 - 33,874円（35,607円） 9位：風味調味料 - 1,742g (1,961g) 10位：みそ - 5,283g (7,062g) | 上位 9位：ケーキ - 8,331円（7,467円） 下位 4位：ようかん - 443円（813円） 8位：他の洋生菓子 - 5,339円（6,059円） 10位：チョコレート - 4,145円（4,432円）                                                       |
| 調理食品 | 飲料 | 酒類 |
| 上位 下位 1位：ハンバーグ - 631円（980円） 4位：天ぷら・フライ - 6,969円（8,573円） 5位：他の調理食品 - 49,687円（58,325円） 7位：やきとり - 1,194円（1,833円） 8位：調理食品 - 89,029円（99,315円） 9位：しゅうまい - 549円（972円）                                                                                      | 上位 7位：紅茶 - 327g (225g) 8位：果実・野菜ジュース - 9,972円（8,823円） 10位：他の茶葉 - 1,269g (1,084g) 下位 2位：緑茶 - 541g (986g) 6位：茶類 - 10,004円（12,912円） 7位：乳酸菌飲料 - 2,605円（3,344円） | 上位 7位：他の酒 - 5,743円（4,308円） 下位 2位：ビール - 21.56l (30.90l) 5位：酒類 - 35,912円（44,477円） 8位：清酒 - 6,210ml (8,620ml)                                                                        |
| 外食 | 食料以外 | |
| 上位 1位：日本そば・うどん - 12,925円（5,300円） 4位：ハンバーガー - 5,219円（4,061円） 5位：学校給食 - 17,295円（11,866円） 6位：和食 - 32,299円（円） 7位：他のめん類（外食） - 3,069円（1,849円） 7位：中華食 - 7,289円（4,809円） 7位：中華そば - 3,882円（5,568円） 下位                                              | 上位 4位：殺虫・防虫剤 - 2,790円（2,261円） 10位：切り花 - 12,080円（10,430円） 下位 1位：ティッシュペーパー - 1,730円（2,147円） 2位：トイレットペーパー - 2,819円（3,233円） 7位：洗濯用洗剤 - 3,305円（3,801円） 9位：タオル - 1,410円（1,808円） | |

### 食文化
郷土料理
ご当地グルメ
- 讃岐うどん
- 灸まん
- 名物かまど
- いかなご醤油
- 和三盆糖
- 手延べそうめん
- おいり
- しょうゆ豆
- オリーブ
- 瓦せんべい
- 観音寺 (銘菓)
- 金陵

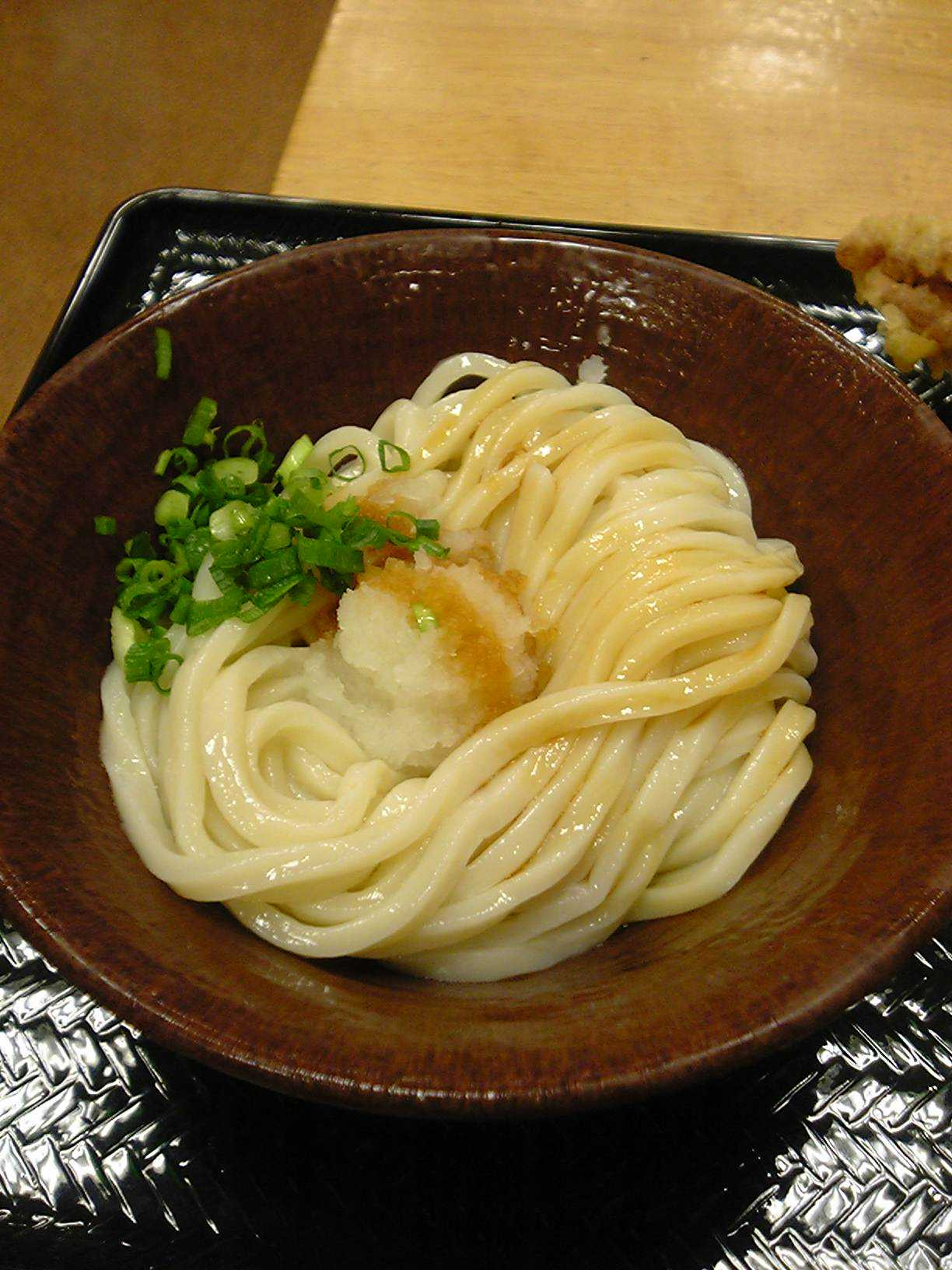
讃岐うどんの一例

- 香川本鷹（香川で栽培されている唐辛子の品種）
- マーガレット
- こんにゃく
- 骨付鳥

うどんの生産量が日本一であり、オリーブ・金時人参・マーガレット・レタス、ニンニクなどの生産も盛んである。中でも、オリーブの日本での栽培は、小豆島で1907年（明治40年）に初めて成功したとされる。

### 伝統工芸
経済産業大臣指定伝統的工芸品
- 香川漆器（漆器、1976年）
- 丸亀うちわ（その他工芸品、1997年）

伝統工芸品
- 瀬地場産業の手袋・桐下駄・うちわは日本一の生産量を占め、松盆栽などの生産も盛んである。

### スポーツ
- プロフェッショナル
  - 香川ファイブアローズ（バスケットボール：B.LEAGUE）
  - 香川オリーブガイナーズ（野球：四国アイランドリーグplus）
  - カマタマーレ讃岐（サッカー：Jリーグ）
- アマチュア
  - 香川アイスフェローズ（アイスホッケー・Jアイス・ウエスト・ディビジョン）
  - 四国Eighty 8 Queen（バレーボール：チャレンジリーグ・Vリーグ2部）2011年チーム名を変更して仙台市へ移転
  - アルヴェリオ高松（サッカー：四国サッカーリーグ）
  - 多度津FC（サッカー：四国サッカーリーグ）
  - 南クラブ（サッカー：香川県サッカーリーグ）
  - JR四国硬式野球部（社会人野球）
  - アークバリア硬式野球部（社会人野球）
  - 善通寺自衛隊（ラグビー：トップウェスト）
  - 高松大学（ハンドボール・チャレンジ・ディビジョン）
  - 香川銀行チームハンド（ハンドボール）
  - 四国電力陸上競技部（陸上競技）
  - 四国電力バスケットボール部（バスケットボール：中国・四国・九州リーグ）
  - 小豆島ストーンズ（バスケットボール：中国・四国・九州リーグ）
  - 百十四銀行（バドミントン女子日本リーグ2部）
  - タダノ（バドミントン男子日本リーグ2部）

## 観光

### うどん県
2011年（平成23年）10月11日、県観光協会の特設サイトが開設された。内容は、県名を「うどん県」に改名するという架空の設定のもと、県出身の俳優、要潤を副知事役に配するとともに、その他の県出身有名人を出演させた動画の閲覧を主とするものである。これは、県の広報活動の一環として、県名物のうどんをきっかけに県の魅力を内外にPRしようとする趣旨のもので、同日の公開開始後、一時アクセスが集中してサーバーがダウンするなど、インターネットを中心に反響を呼んでいる。さらに観光振興課が「うどん県。それだけじゃない香川県」プロジェクトをスタートさせ、うどん以外の瀬戸内海・食・アートなど「それだけじゃない香川県」の魅力の情報発信にも取り組んでいる。2012年6月には源平合戦を題材に全員が女性配役の「かがわ源平紅白キャラバン隊」が発足した（かがわ源平紅白キャラバン隊）。
キャラクターはうどん健（声は同県出身の声優中村悠一）である。
2012年（平成24年）11月8日『現代用語の基礎知識』選 ユーキャン新語・流行語大賞の候補語50語にノミネートされたが、入賞にはならなかった。ポケットモンスターのキャラクター「ヤドン」を「うどん県PR団」に任命しており香川県の観光に一役買っている。

### 史跡・名勝
観光地化されているもの
- 高松城（高松市）
- 丸亀城（丸亀市）
- 讃岐国分寺（高松市）特別史跡国分寺跡
- 屋島（高松市）
- 塩飽勤番所（丸亀市）
- 栗林公園（高松市）
- 神懸山（寒霞渓）（小豆島町）

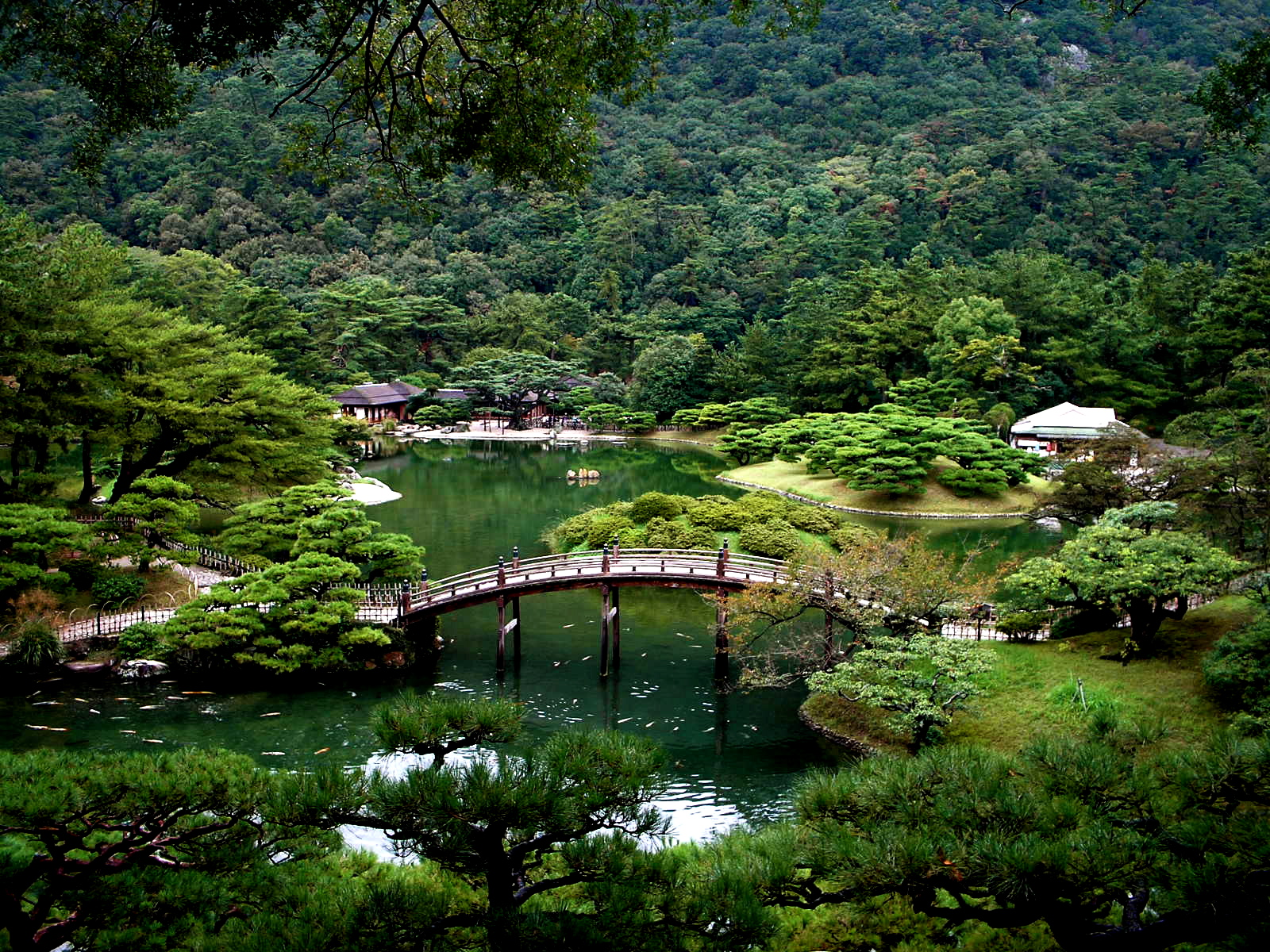
特別名勝・栗林公園

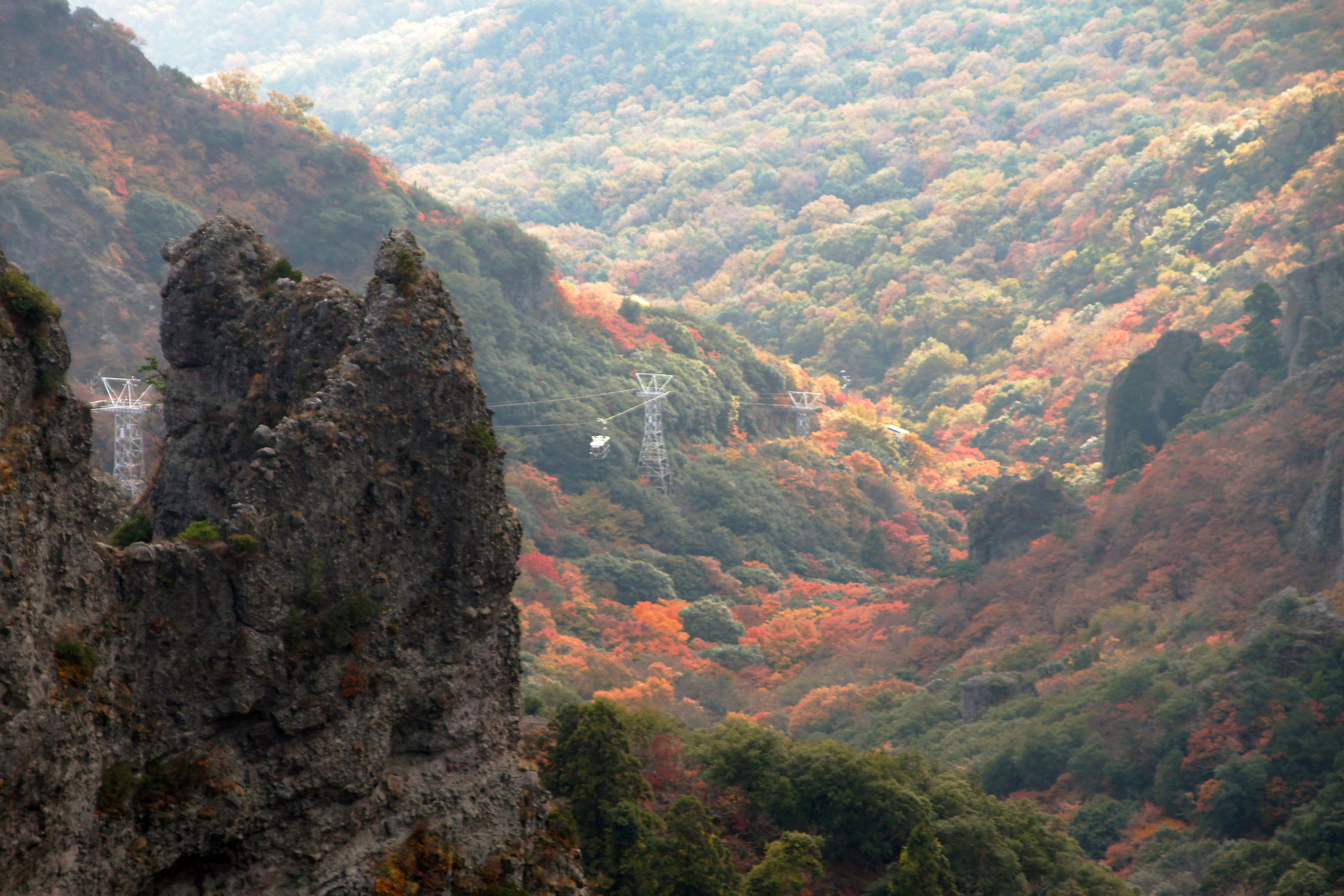
寒霞渓

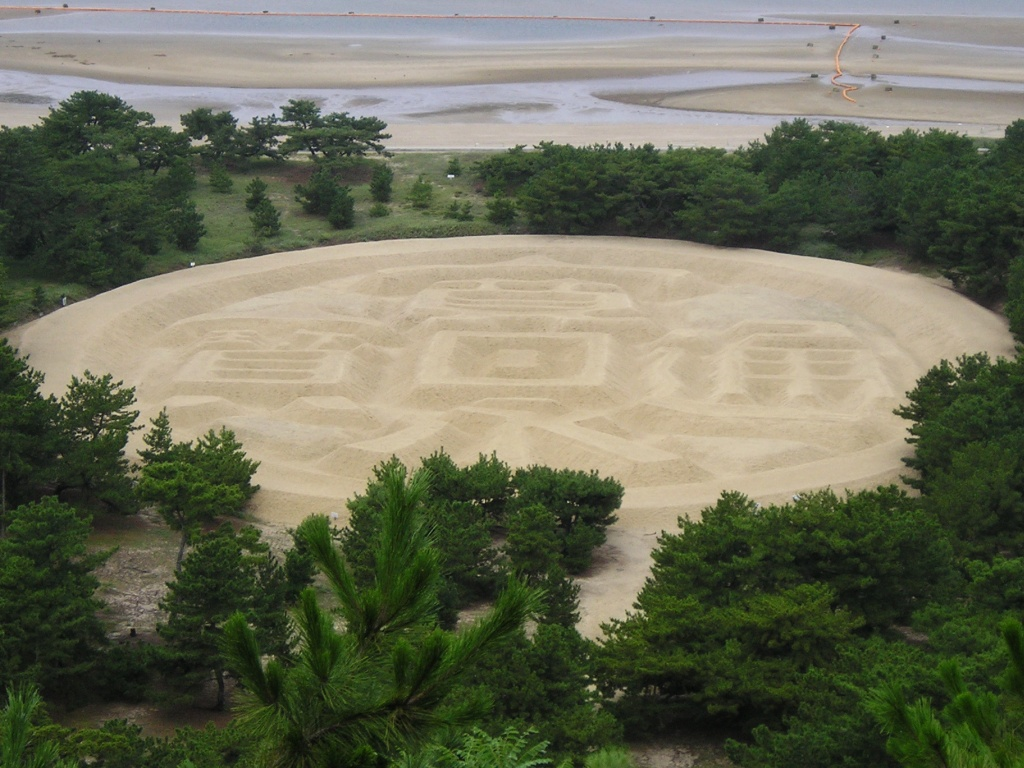
観音寺銭形砂絵

- 琴弾公園（観音寺市） - 銭形砂絵として知られる
- 五色台（坂出市、高松市）

その他
- 富田茶臼山古墳（さぬき市）
- 旧高松城（喜岡城）跡（高松市）
- 石清尾山古墳群（高松市）
- 府中・山内瓦窯跡（坂出市・高松市）
- 城山（坂出市・丸亀市）
- 快天山古墳（丸亀市）
- 天霧城跡（善通寺市）
- 仲村城跡（善通寺市）
- 有岡古墳群（善通寺市）
- 中寺廃寺跡（まんのう町）
- 二ノ宮窯跡（三豊市）
- 宗吉瓦窯跡（三豊市）
- 喜兵衛島製塩遺跡（直島町）
- 大坂城石垣石切丁場跡（小豆島町）
- 大坂城残石記念公園（土庄町）

### その他の名所・観光スポット
- 琴平（琴平町）
  - 金刀比羅宮
  - 旧金毘羅大芝居
  - こんぴら温泉郷
  - 海の科学館
- 笠島（重要伝統的建造物群保存地区）
- 四国村
- サンポート高松
  - 高松シンボルタワー
  - マリタイムプラザ高松
  - 高松拉麺築港

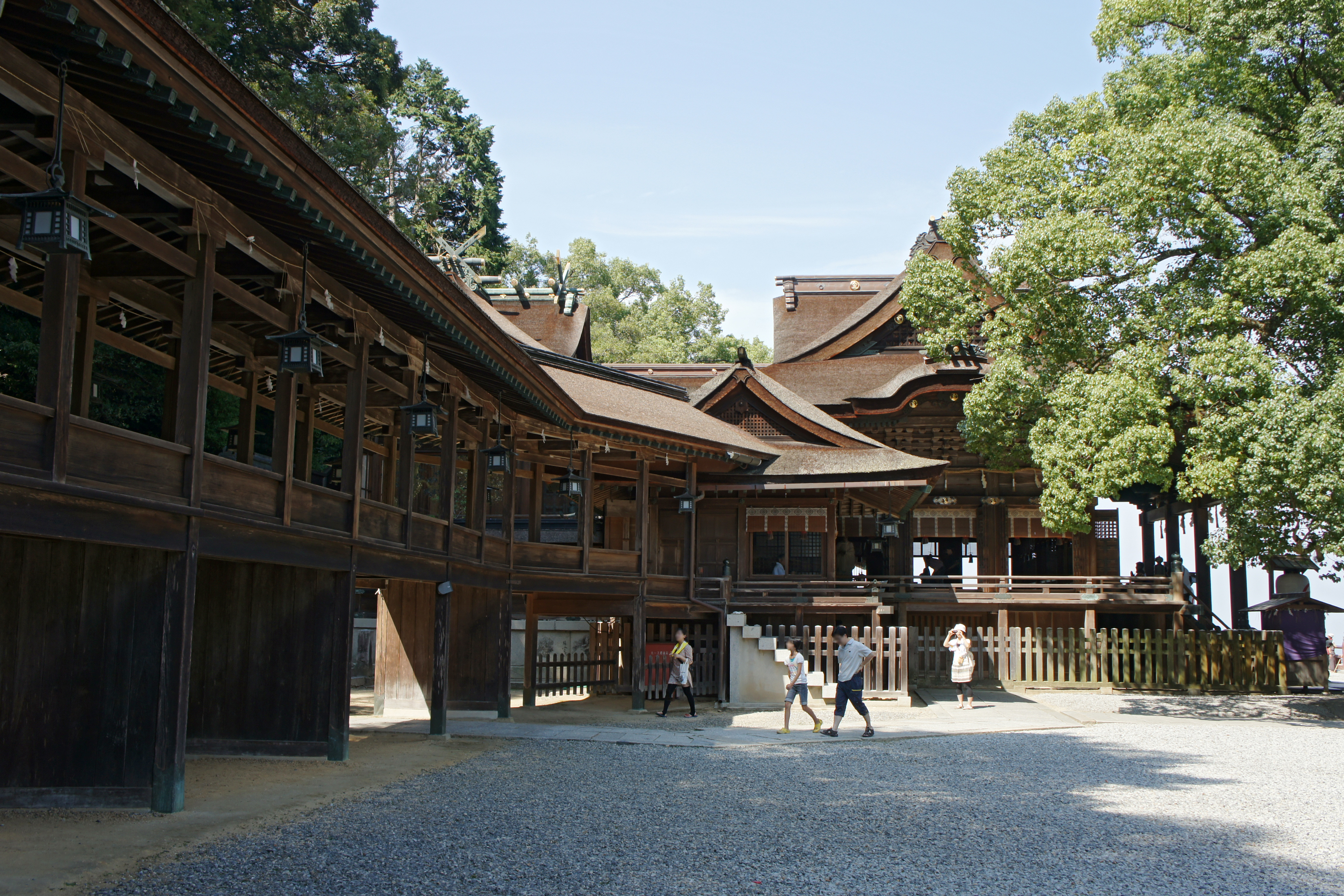
金刀比羅宮

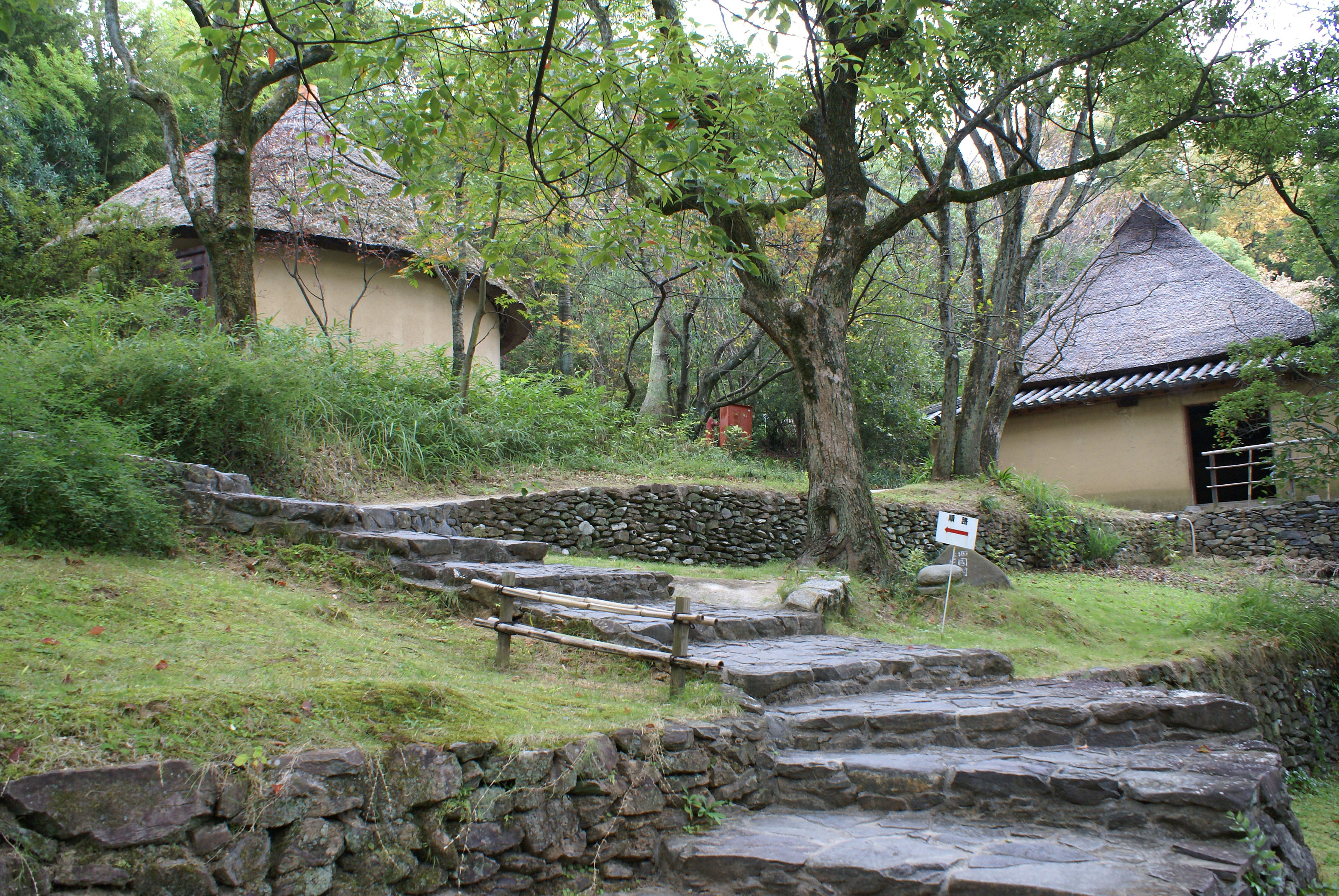
四国村（四国民家博物館）

- 四国八十八箇所 - 以下は国宝または重要文化財を所有する寺院
  - 神恵院・観音寺（観音寺市）
  - 本山寺（三豊市）国宝本堂
  - 弥谷寺（三豊市）
  - 善通寺（善通寺市）国宝金銅錫杖頭・一字一仏法華経序品
  - 金倉寺（善通寺市）
  - 道隆寺（善通寺市）
  - 讃岐国分寺（高松市）特別史跡国分寺跡
  - 白峯寺（坂出市）
  - 根香寺（高松市）
  - 屋島寺（高松市）
  - 志度寺（さぬき市）
  - 長尾寺（さぬき市）
- 神谷神社（坂出市）国宝本殿
- 讃岐一宮・田村神社
- 讃岐二宮・大水上神社
- 引田（東かがわ市）
- 塩江温泉（高松市）
- 銚子渓（土庄町）
- エンジェルロード（土庄町）
- 醤の郷（小豆島町）
- 高永山本門寺(讃岐本門寺・三豊市)

### 公園・テーマパークなど
- ニューレオマワールド（丸亀市）
- ゴールドタワー（宇多津町）
- 国営讃岐まんのう公園（まんのう町）
- 満濃池森林公園（まんのう町）
- 公渕森林公園（以下高松市）
- 高松市立中央公園
- 仏生山公園
- さぬき空港公園
- さぬきこどもの国
- 丸亀市蓮池公園（丸亀市）
- 瀬戸大橋記念公園（坂出市）
- とらまる公園（東かがわ市）
- 琴弾公園（観音寺市）
- 一の宮公園（観音寺市）
- 朝日山森林公園（三豊市）
- 二十四の瞳映画村（小豆島町）
- 小豆島オリーブ公園（小豆島町）

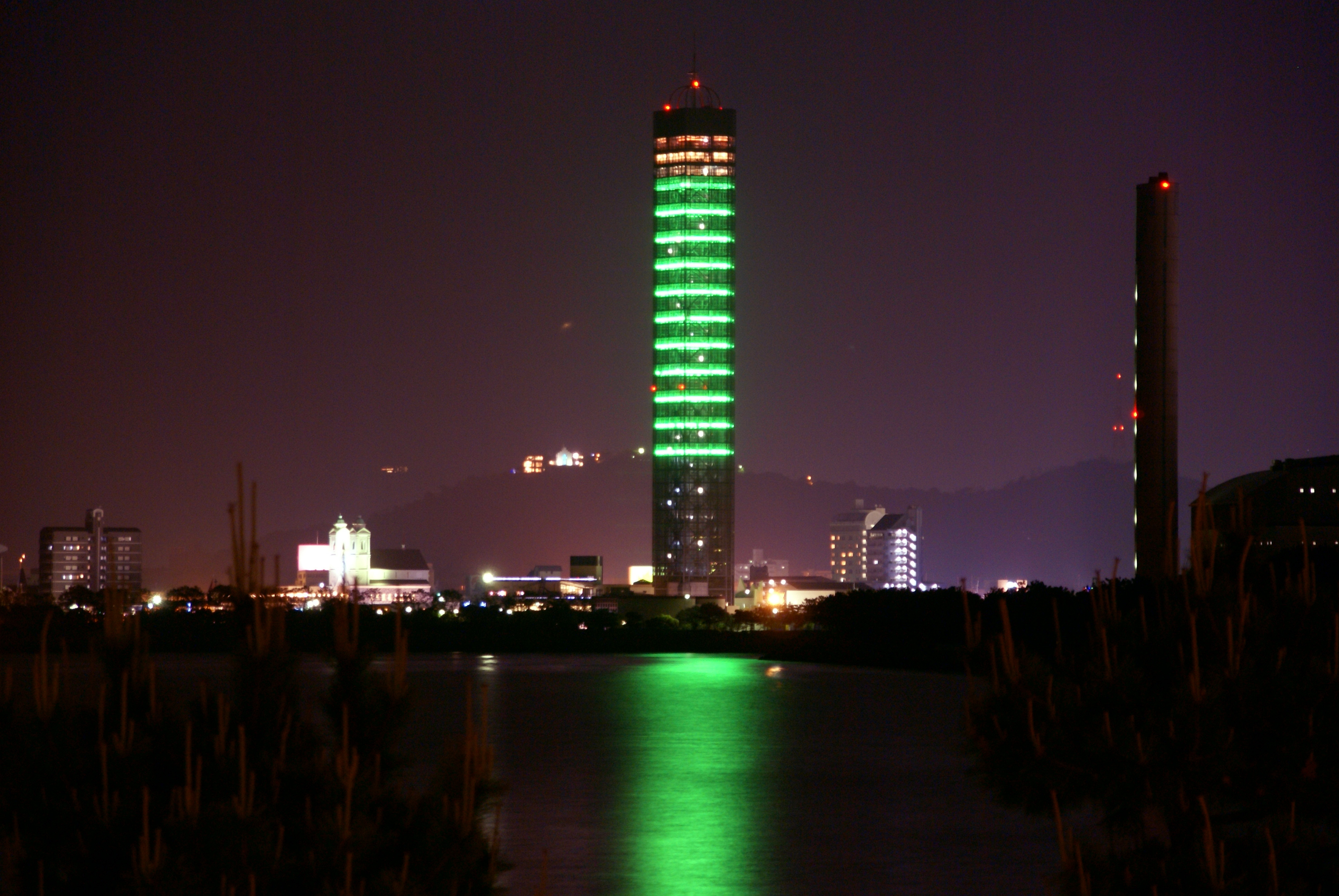
ゴールドタワー

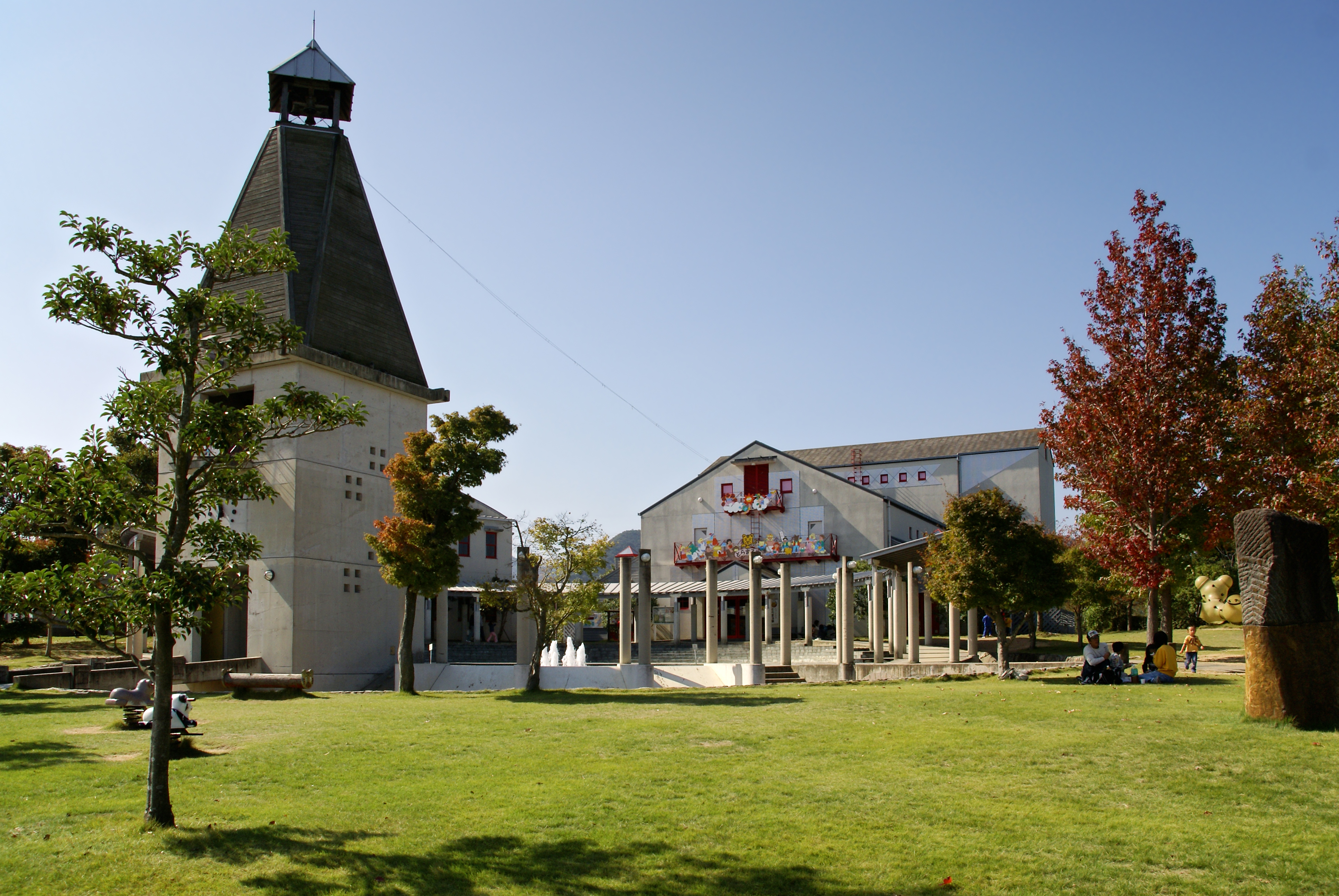
とらまる公園

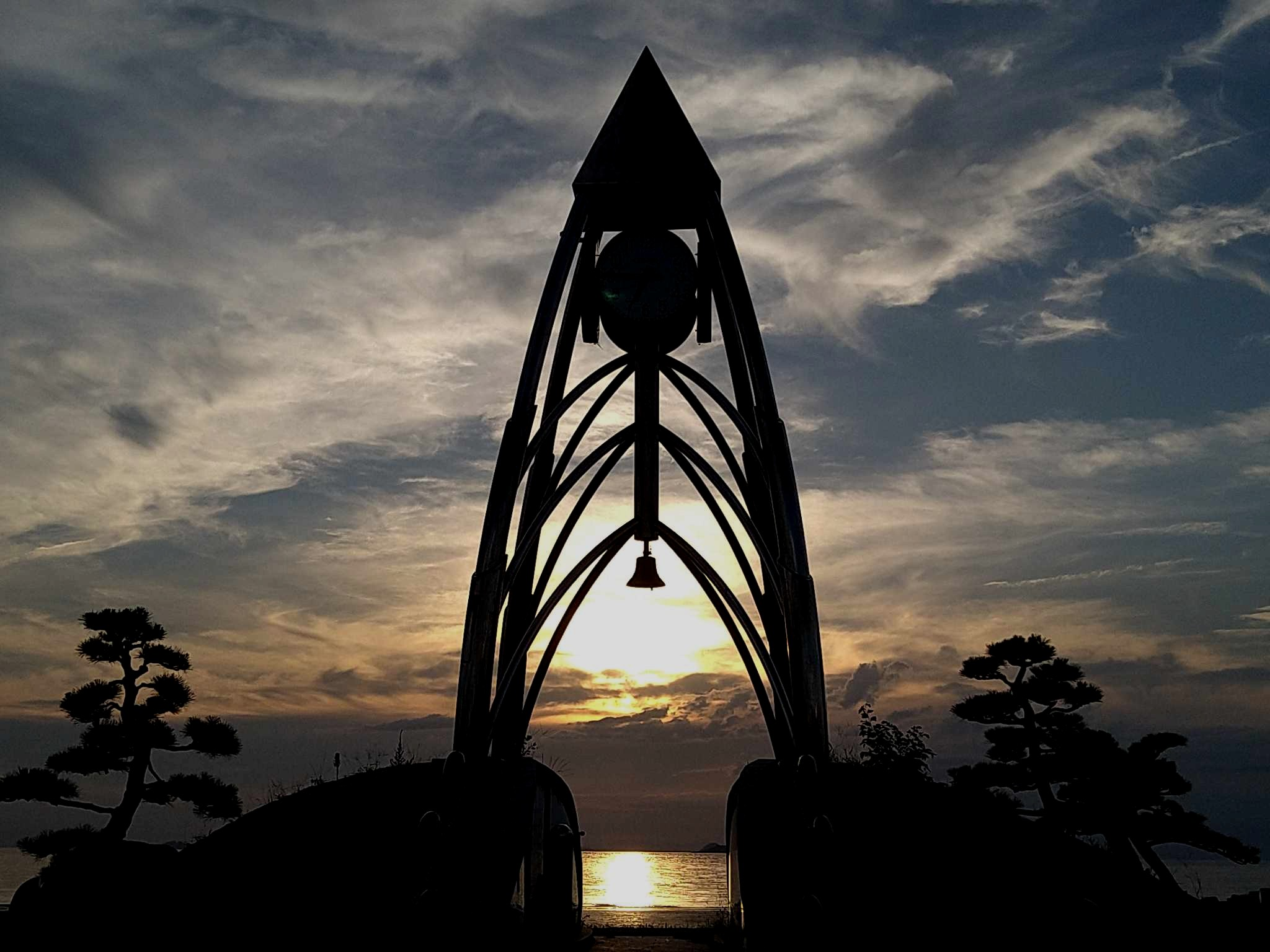
一の宮公園

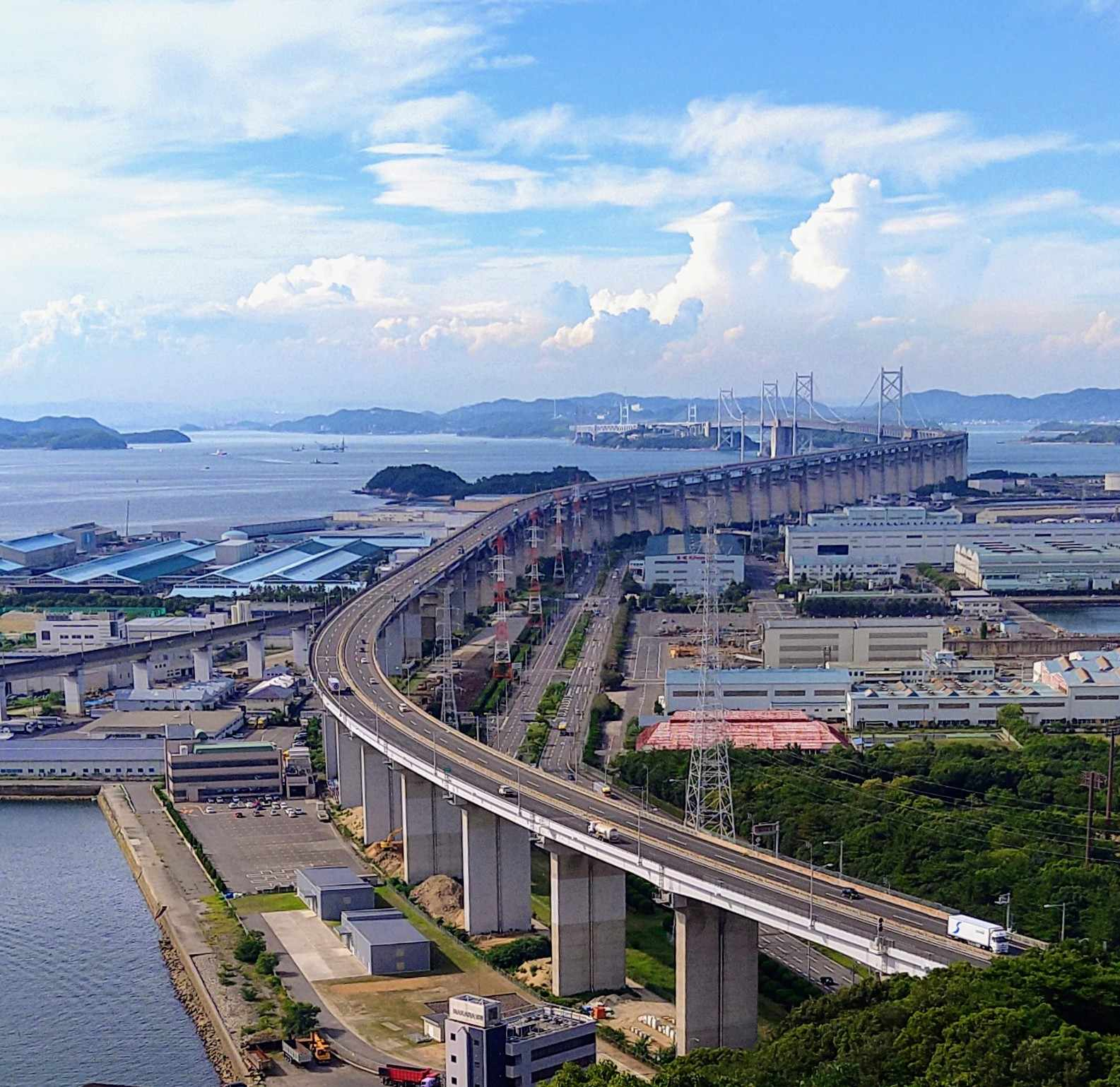
常盤公園（聖通寺山展望台）

- 道の駅恋人の聖地 うたづ臨海公園（宇多津町）
- 常盤公園・聖通寺山展望台（宇多津町）
- 道の駅空の夢もみの木パーク（まんのう町）
- 香川県立長柄ダム公園（以下綾川町）
- 香川県立田万ダム公園
- 綾川町立高山航空公園
- 香川県立桃陵公園（多度津町）
- 銚子渓お猿の国自然動物園（土庄町）

### 祭事・イベント

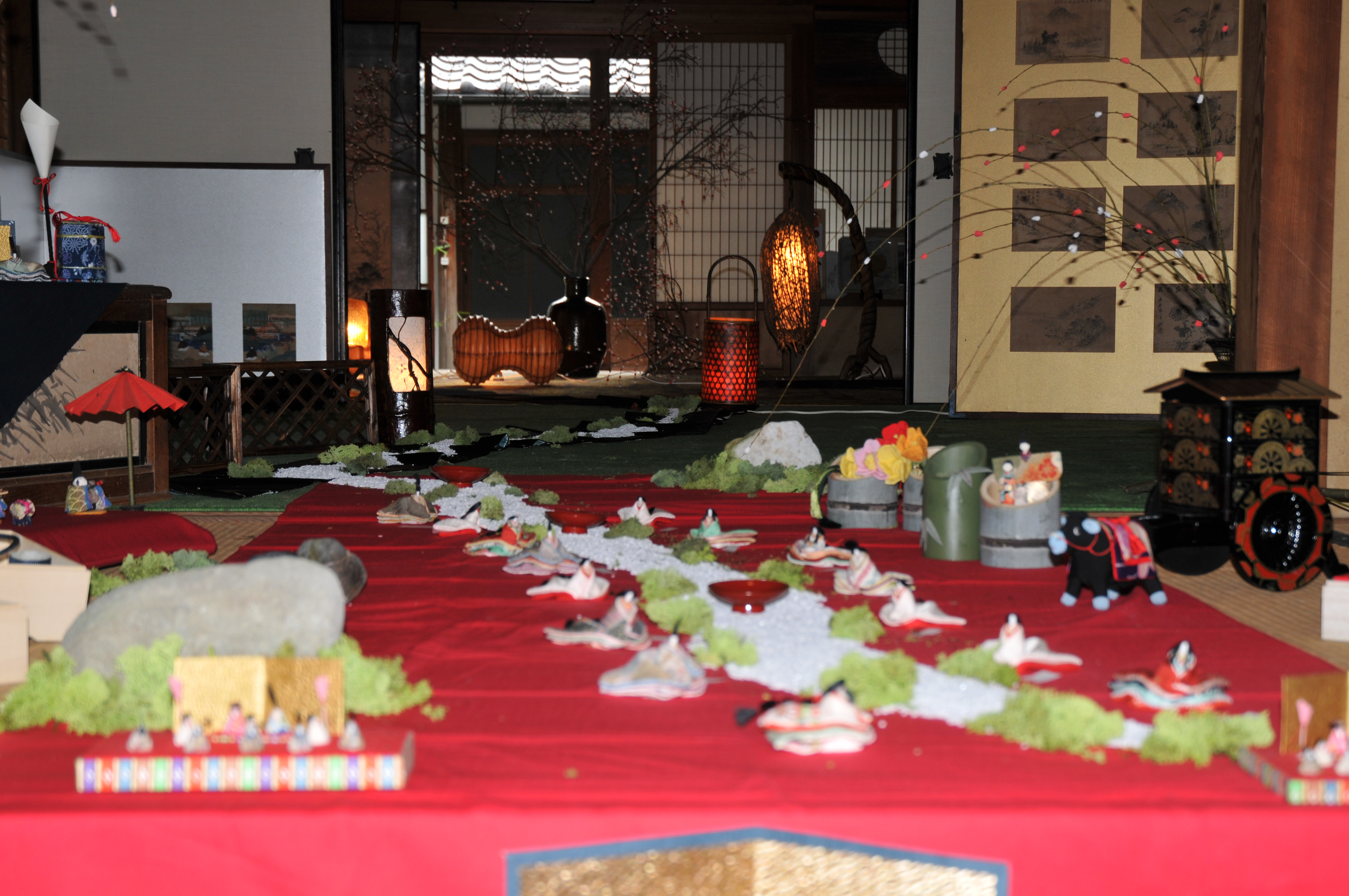
引田ひなまつり

重要無形民俗文化財（国指定）
- 綾子踊（まんのう町）
- 滝宮の念仏踊（綾川町）

県指定重要無形民俗文化財
- 家浦二頭獅子舞（三豊市）
- 北条念仏踊（坂出市）
- 南鴨念仏踊（多度津町）
- 彌与苗踊・八千歳踊（三豊市）
- 櫃石ももて祭り（坂出市）

祭事・イベント
- さぬき高松まつり（高松市）
- 高松秋のまつり・仏生山大名行列（高松市）
- ひょうげ祭り（高松市）
- むれ源平 石あかりロード（高松市）
- さかいで大橋まつり（坂出市）
- さかいで塩まつり（坂出市）
- 総本山善通寺大会陽（善通寺市）
- 柞田秋祭り（観音寺市）
- 琴弾八幡宮大祭（観音寺市）
- さぬき豊浜ちょうさ祭（観音寺市）
- 引田ひなまつり（東かがわ市）
- 三木町いけのべ七夕まつり（三木町）

### 文化施設
博物館・美術館
- 香川県立ミュージアム（高松市）
- 香川県立東山魁夷せとうち美術館（坂出市）
- 香川県立亀鶴公園（さぬき市）
- 高松市美術館（以下高松市）
- サンクリスタル高松
  - 高松市図書館
  - 菊池寛記念館
  - 高松市歴史資料館
- 新屋島水族館
- 四国村
  - 四国村ギャラリー
- 石の民俗資料館
- ジョージナカシマ記念館
- 瀬戸内海歴史民俗資料館

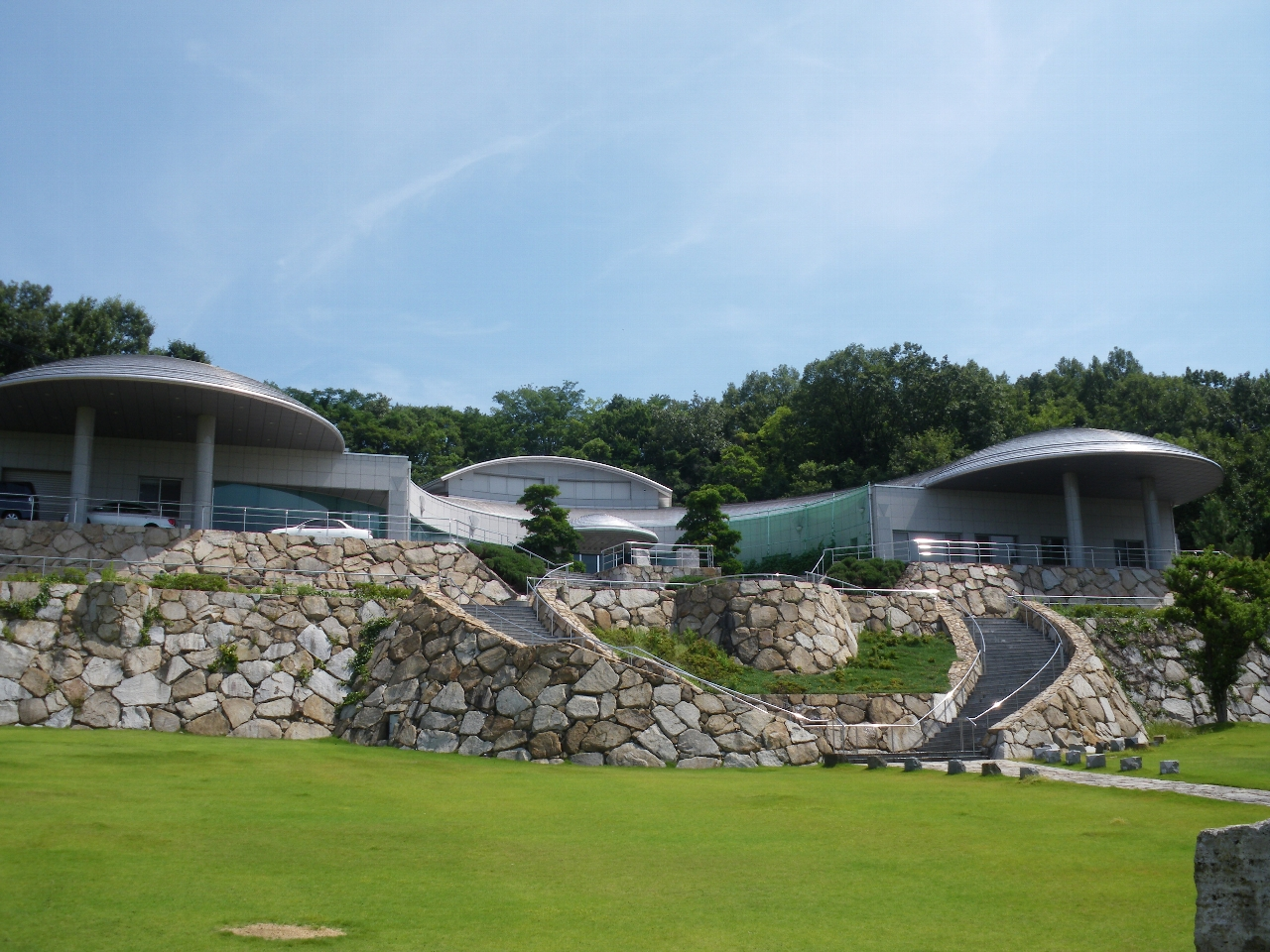
石の民俗資料館

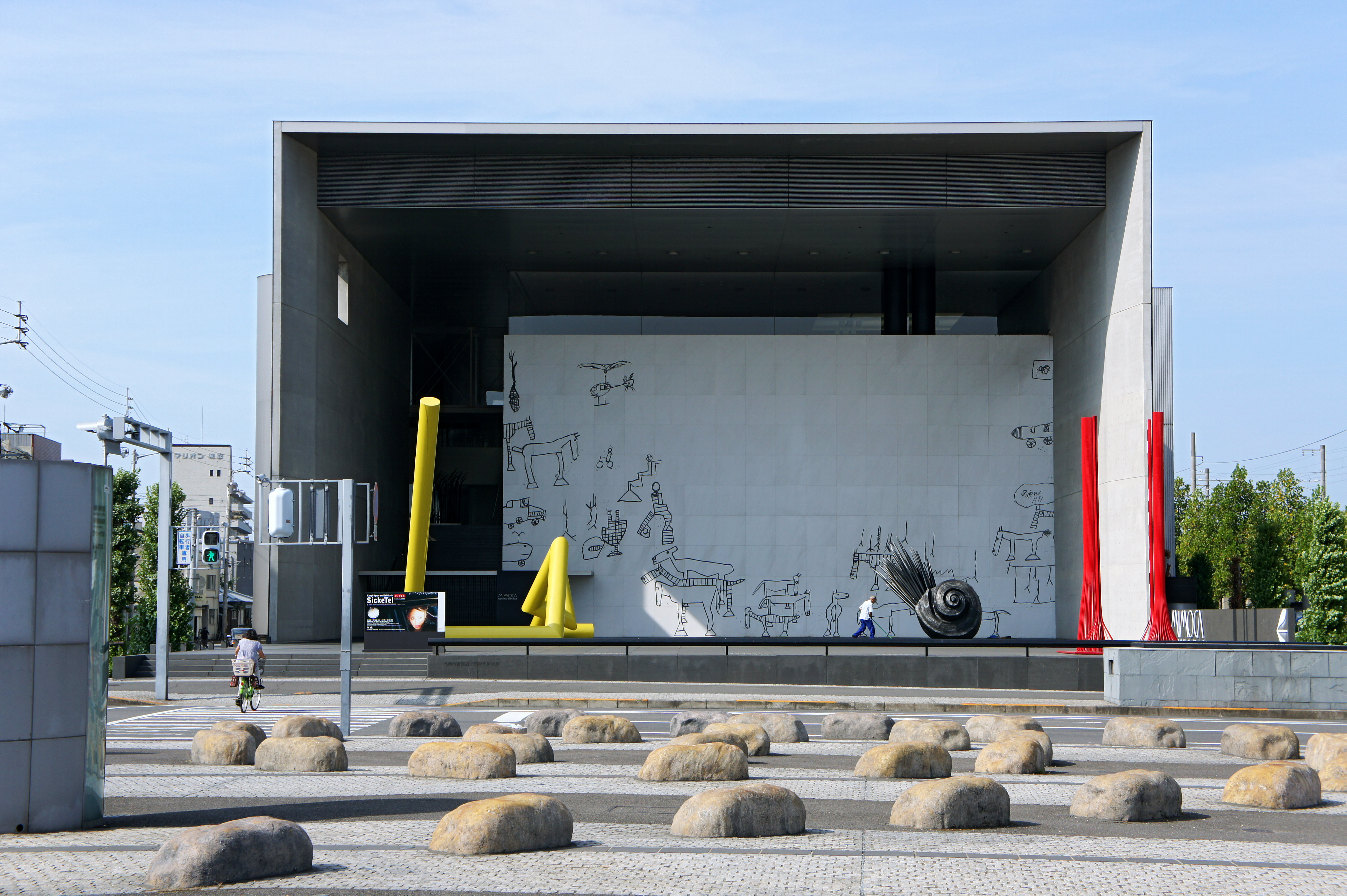
丸亀市猪熊弦一郎現代美術館

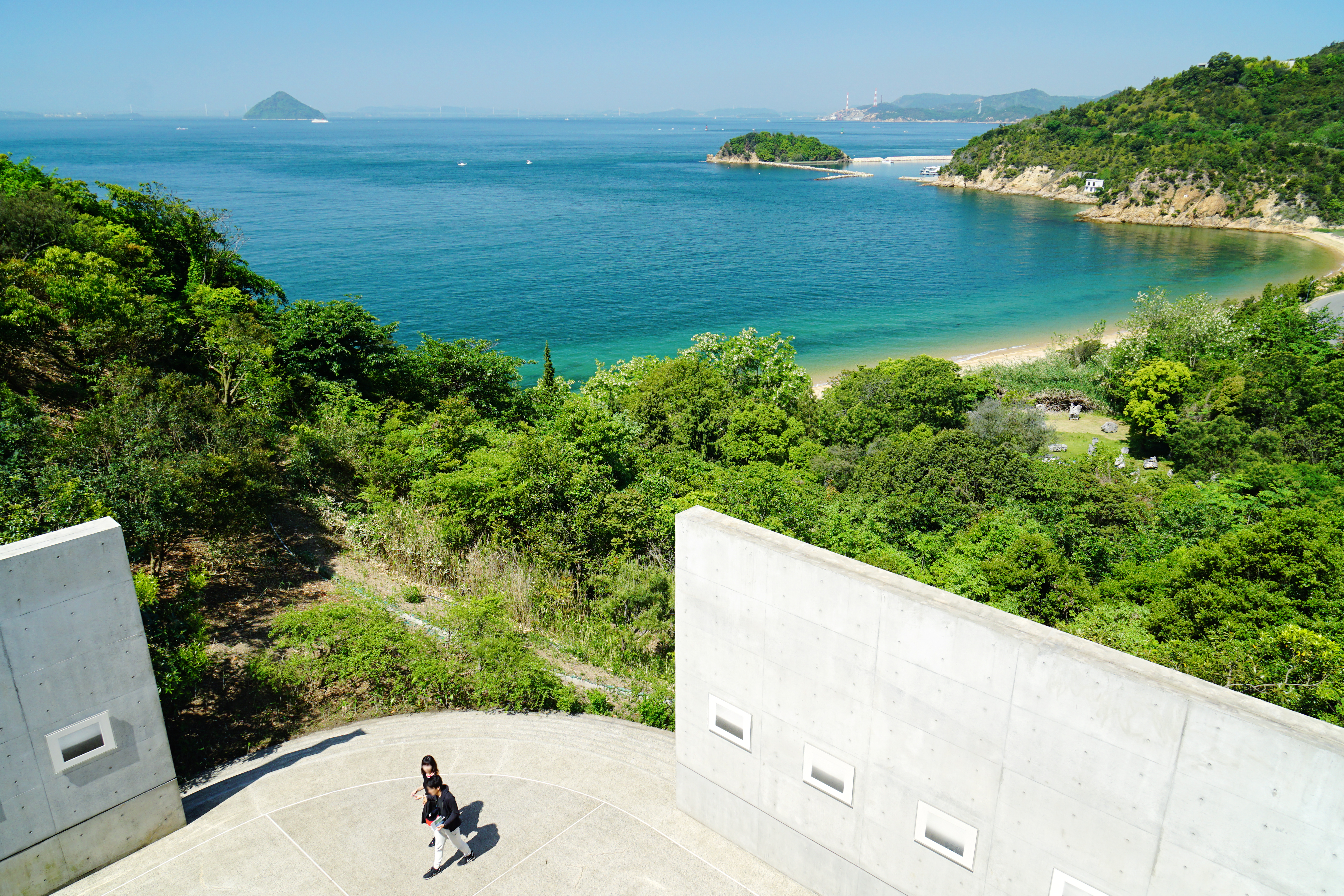
ベネッセアートサイト直島

- 高松平家物語歴史館　- 2019年3月24日で閉館。
- イサム・ノグチ庭園美術館
- 丸亀市立資料館（以下丸亀市）
- 丸亀市うちわの港ミュージアム
- 丸亀美術館
- 丸亀市猪熊弦一郎現代美術館
- 丸亀平井美術館
- 塩飽勤番所
- 瀬戸大橋記念館（以下坂出市）
- 鎌田共済会郷土博物館
- 瀬戸内海国立公園 五色台ビジターセンター
- 善通寺市立美術館（以下善通寺市）
- 善通寺市郷土館
- 灸まん美術館
- しろとり動物園（以下東かがわ市）
- とらまる人形劇ミュージアム
- 四国水族館（宇多津町）
- 壺井栄文学館（以下小豆島町）
- マルキン醤油記念館
- 妖怪美術館（土庄町）
- 家プロジェクト（以下直島町）
- 地中美術館
- ベネッセアートサイト直島
- ベネッセハウス

コンベンション・コンサート
- 香川県産業交流センター（愛称：サンメッセ香川）
- サンポートホール高松
- 香川県県民ホール
- 高松オリーブホール
- 高松市民会館
- 高松市民文化センター
- 高松テルサホール
- 丸亀市民会館
- 丸亀市綾歌総合文化会館アイレックス
- 坂出市民ホール
- 善通寺市民会館
- さぬき市野外音楽広場テアトロン
- マリンウェーブ
- 志度音楽ホール
- 多度津町民会館

スポーツ施設
- 香川県総合運動公園（高松市）
  - 香川県営サッカー・ラグビー場
  - 香川県営野球場
- 香川県立武道館（高松市）
- 香川県立総合水泳プール（高松市）
- 香川県青年センター体育館（高松市）
- 香川県立丸亀競技場（丸亀市）
- とらまる公園体育館（東かがわ市）
- 高松市総合体育館（以下高松市）
- 高松市香川総合体育館
- 高松市屋島競技場
- 高松市民文化センター
- 丸亀市総合運動公園（丸亀市）
  - 丸亀市スポーツセンター
  - 丸亀市民球場
  - 丸亀市民体育館
- 坂出市番の州球場（以下坂出市）
- 坂出市立体育館

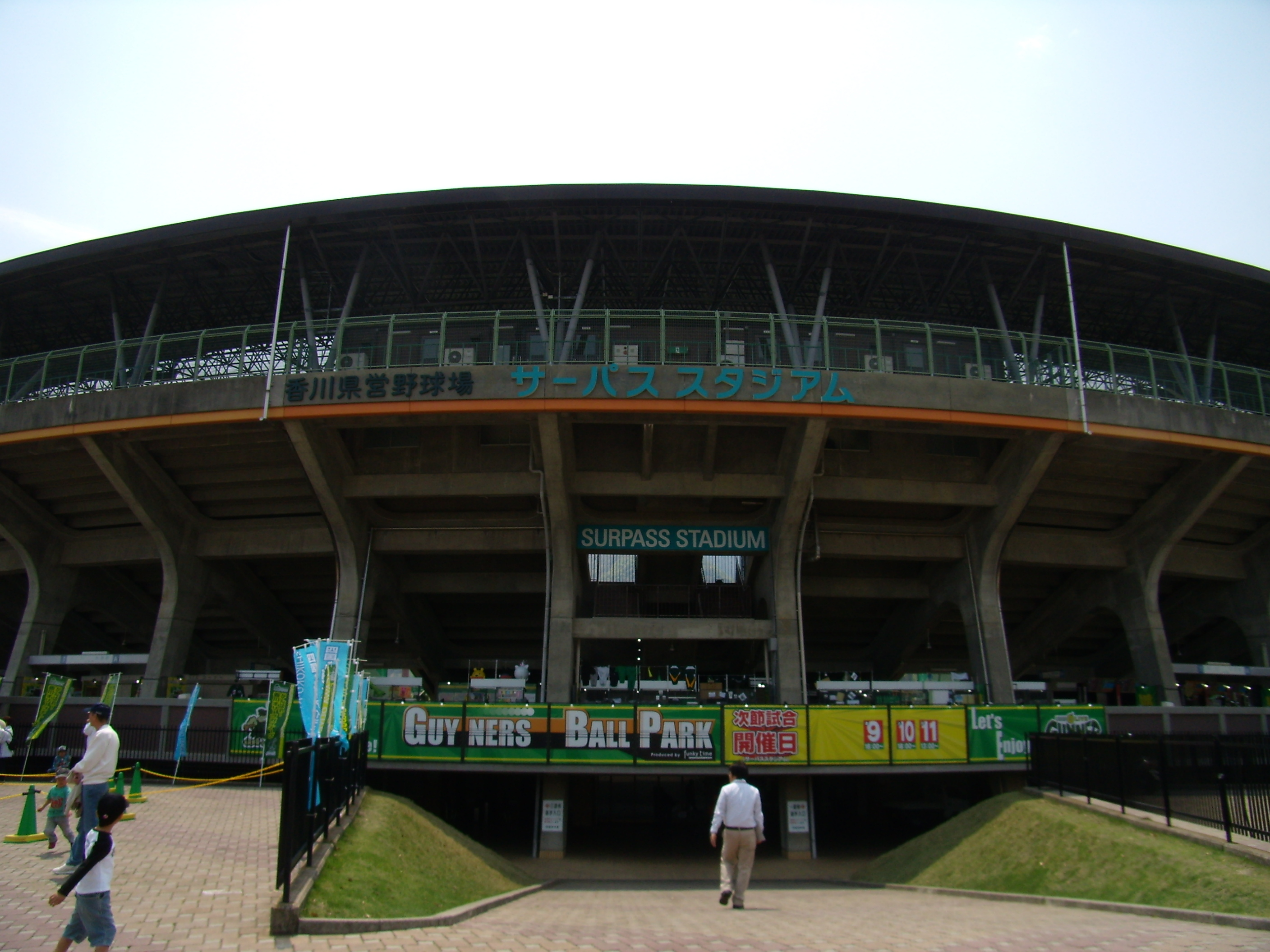
香川県営野球場（レクザムスタジアム）

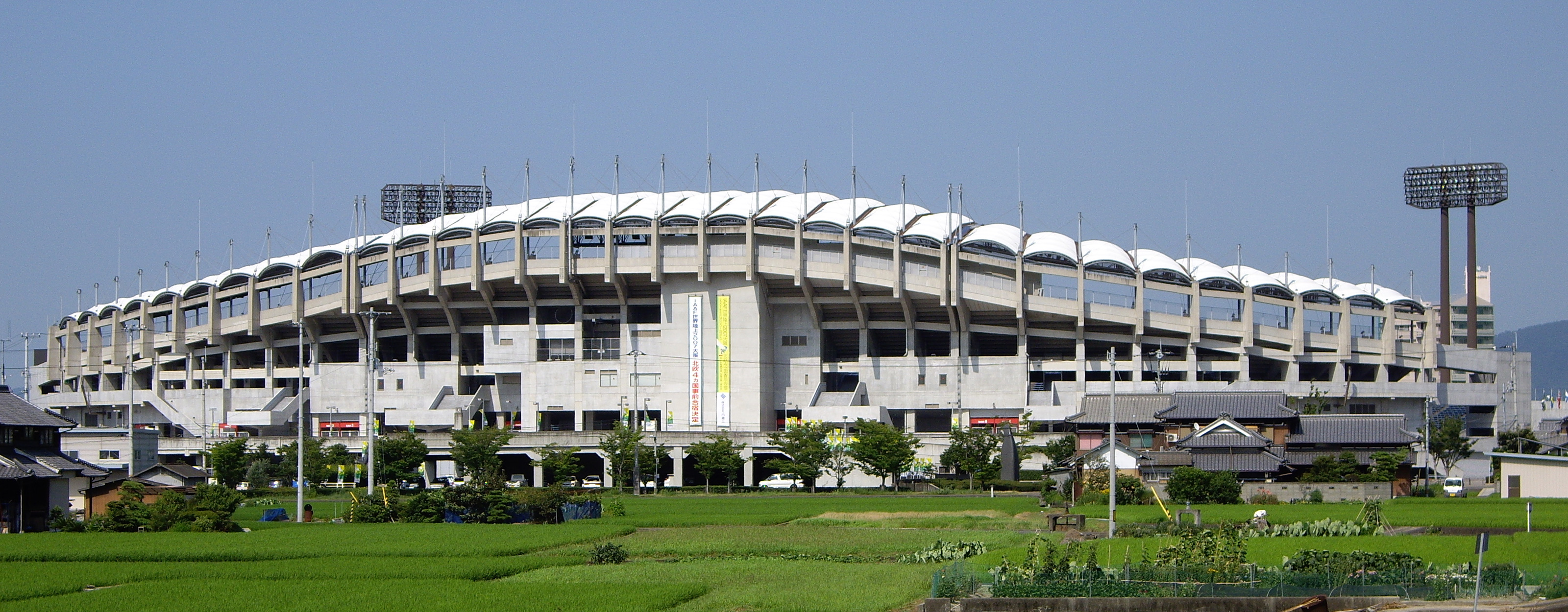
香川県立丸亀競技場

- 鉢伏ふれあい公園グラウンド（以下善通寺市）
- 善通寺市民体育館
- 善通寺市民プール
- 観音寺市総合運動公園（観音寺市）
  - 野球場
  - 陸上競技場
- さぬき市志度総合運動公園野球場（以下さぬき市）
- ツインパルながお
- とらまる公園（東かがわ市）
- トレスタ白山アイスアリーナ（三木町）
- 綾川町総合運動公園（綾川町）
  - 陸上競技場
- 高松競輪場（高松市）
- 丸亀競艇場（丸亀市）
- 土庄町総合会館（土庄町）

## 対外関係

### 姉妹提携
海外
- 中華人民共和国・陝西省
  - 1994年（平成6年）4月22日提携
- 中華民国（台湾）・桃園市
  - 2016年（平成28年）7月18日提携

国内
- 石川県
  - 2012年（平成24年）7月20日提携[36]

### 交流提携
- イタリア共和国・パルマ市
  - 2015年（平成27年）8月27日提携[37][38]